# 옐로스톤 국립공원
옐로스톤 국립공원(Yellowstone National Park)은 미국 와이오밍주 북서부 & 몬태나주 남부 & 아이다호주 동부에 걸쳐 있는 세계 최초의 국립공원(1872년 지정)이며 대략 8,933.491km2의 면적을 차지하는 거대한 공원이다. 옐로스톤이라는 이름은, 황 성분이 포함된 물에 의해 바위가 누런 까닭에 붙여진 것이다.
뜨거운 지하수를 하늘 높이 내뿜는 많은 수의 간헐천을 비롯한 여러 가지 종류의 온천들이 1만 여개나 존재하는데, 그 가운데 올드페이스풀 간헐천이 가장 유명하며, 옐로스톤 천혜의 비경은 그야말로 대자연의 경이로움 그 자체가 아닐 수 없다.
산중 호수로서는 북아메리카 대륙에서 제일 큰 136평방마일에도 눈이 쌓여 있는 1만 피트(3,048m)가 넘는 산봉우리도 40개가 넘는데다, 800km가 넘는 도로, 1600km가 넘는 오솔길도 존재한다.
또한 철마다 야생화로 덮이는 대초원 곳곳에는 늑대, 아메리카 들소, 곰, 사슴, 노루, 코뿔소 등 많은 야생동물뿐만 아니라 독수리, 매, 콘도르 같은 맹금류도 많으며, 1978년 유네스코 세계유산에도 등재되었다.

## 역사

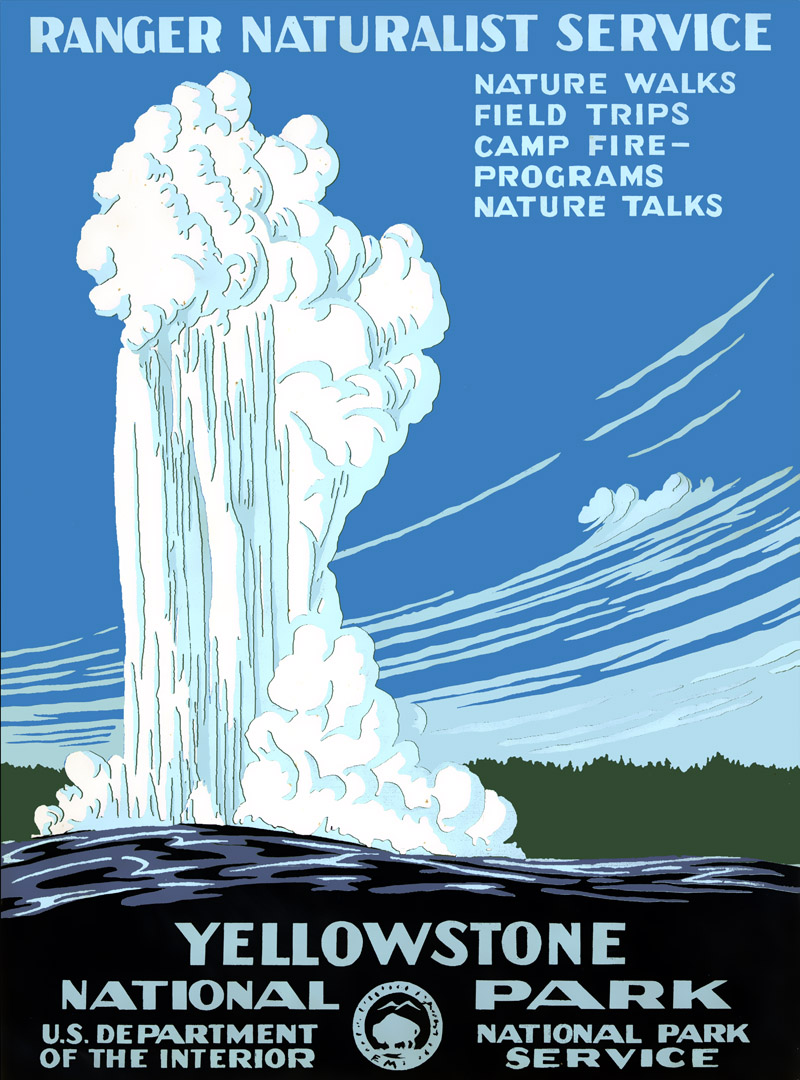
옐로스톤 국립공원 홍보 포스터(1938년)

공원은 옐로스톤 강의 상류에 위치하고 있으며 강으로부터 역사적인 이름을 따온 것이다. 18세기 말 무렵, 프랑스 사냥꾼이 강을 “오호세 주운(Roche Jaune)” – 불어로 노란 돌 - 이라고 불렀는데 그것은 아마도 미네따리 부족의 이름 “미 찌 아다지” (노란 돌들의 강)”의 번역일 것이다. 후에 미국 사냥군들은 프랑스식 이름을 영어로 “옐로스톤”이라고 바꾸었다. 흔히 그 이름이 옐로스톤의 그랜드캐년에서 보이는 노란 돌들에서 왔다고 믿지만 미국 인디안의 이름의 근원은 확실하지 않다.
공원 유역에 사람이 거주하기 시작한 것은 최소 11,000년전으로 미국 원주민(미국 인디언)이 공원에서 사냥과 낚시를 하기 시작했다. 1950년대 몬태나주 가디너에 우체국 공사중에 클로비스 문화 시기의 흑요석으로 된 발사체가 발견되었고 11,000년 전으로 추정되었다. 클로비스 문화의 고대인디언들은 공원안에서 상당량의 흑요석을 절단도구나 무기로 만들었다. 옐로스톤의 흑요석으로 만든 화살촉들은 멀리는 미시시피 계곡에서 발견되며, 지역 인디언과 멀리 동쪽의 인디언 사이에 통상적인 흑요석의 거래가 있다는 것을 보여준다. 백인 탐험대로 지역에 처음 들어온 것은 1805년의 루이스 클라크 탐험으로 그들은 네즈 퍼쓰, 크로우 그리고 쇼숀 부족들을 만났다. 지금의 몬타나 지역을 지나면서 탐험대의 대원들을 남쪽에 옐로스톤 지역이 있다는 것을 들었지만 더 이상 알아보지는 않았다.
1806년 루이스 클라크 탐험의 대원이었던 존 콜터는 탐험대를 떠나 가죽 사냥꾼들의 한떼에 가담하였다. 1807년 다른 사냥꾼들과 헤어진뒤, 1807~1808년 겨울에 그는 후에 공원이 된 지역 일부를 지나게되었다. 그는 타워폭포가 있는 공원의 북동쪽에서 최소 하나의 열수현상을 목격하였다. 1809년 크로우와 블랙풋 부족원과의 싸움에서 받은 부상을 회복한 다음, 그는 "불과 부싯돌"의 지역에 대해서 말했으나 사람들은 대부분 헛것을 그가 본 것이라고 생각해서, 이 상상의 지역을 "콜터의 지옥"이라는 별명으로 불렀다. 다음 40년동안 산사람과 사냥꾼들에 의해서 끓어오르는 진흙탕, 김이 피어오르는 강, 그리고 화석화된 나무의 이야기가 전해졌지만, 대부분의 이야기는 당시에 전설로 치부되었다.
1856년의 탐험후에 짐 브리져라는 산사람이 (그는 또한 그레이트 솔트레이크 호수를 목격한 처음 아니면 두번째의 백인으로 여겨지고 있다) 끓어 오르는 샘, 솟구쳐 오르는 물, 그리고 유리와 노란 돌로 되어있는 산들을 본 것을 보고 하였다. 하지만 그의 보고들은 “이야기꾼”이라는 그의 평판때문에 대부분 묵살되었다. 1859년 미육군 지질조사대의 대장인 윌리엄 F 레이널즈는 북 록키산맥에 대한 이년간의 조사에 착수했다. 와이오밍에서 1860년 5월 겨울을 보낸뒤에, 레이널즈와 그의 대원들은 – 그중에는 자연주의자 페르디난드 V 헤이든과 가이드인 짐 브리저도 있었다 - 와이오밍 북서쪽의 윈드 강 유역에서 투 오션 고원을 지나 대륙분기선을 지나려고 시도했다. 심한 봄 소나기가 그들의 진행을 방해했으나 분기선을 지나는데 성공했고, 그 조사대는 옐로스톤을 조사한 첫번째 조직적 조사대가 되었다. 남북전쟁때문에 1860년대 후반까지는 더 이상의 조직적 탐험이 이루어지지 못했다.

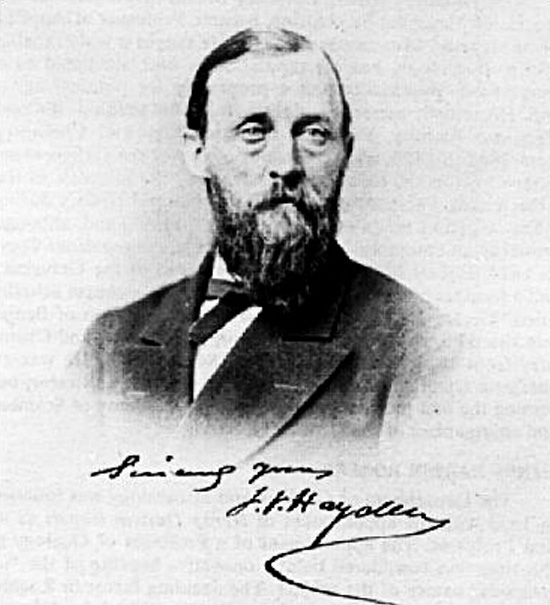
페르디난드 V. 헤이든 (1829 – 1887) 미국의회를 설득해서 옐로스톤 국립공원을 조성한 미국의 지질학자(1872)

옐로스톤 지역의 최초의 자세한 탐사는 쿡-폴섬-피터슨 탐험대가 1869년에 수행했다. 탐험대는 세 그룹의 사설탐험가들로 구성되어 있었다. 그중 폴섬 부대는 옐로스톤강부터 옐로스톤 호수까지 따라갔다. 폴섬 부대원들은 여행을 자세히 기록했다. 그 정보에 따라서 몬태나 주민들은 와쉬번-랭포드-도에인 탐험사를 1870년에 보냈다. 그 탐험대는 몬태나 탐사장 헨리 와시번이 이끌었고 나다니엘 P 랭포드 (후에 “국립공원” 랭포드라고 알려진 인물) 과 구스타부스 도에인중위가 지휘하는 미육군 부대를 포함했다.
탐험대는 지역을 탐사하는데 약 한달을 보내면서 여러 가지 시료들을 수집하고 관심지역에 이름을 붙였다. 몬태나의 작가이며 변호사인 코렐리우스 헷지는 – 그는 와시번 탐험대의 대원이였다 – 그 지억은 국립공원으로 지정되어서 보호되어야 한다고 제안했다. 그는 자신이 본 것들에 대한 자세한 기사들을 써서 1870년과 1871년사이 “헬레나 헤랄드” 신문에 보냈다. 헷지는 기본적으로는 1865년 10월 당시 몬타나 지역 대행 주시사 토마스 프랜시스 미거의 그 지역이 보호되어야 한다는 주장을 다시 말한 것이다.
다른 사람들도 비슷한 제안들을 했다. 1871년 제이 쿡은 페르디난드 V. 헤이든에게 보내는 편지에서, 그의 친구, 윌리암 D 켈리 하원의원이 "미국 의회“가 이 놀라운 간헐천 지역을 공원으로 영원히 보존하는 법을 만들라”고 제안했다고 했다.

### 공원설립

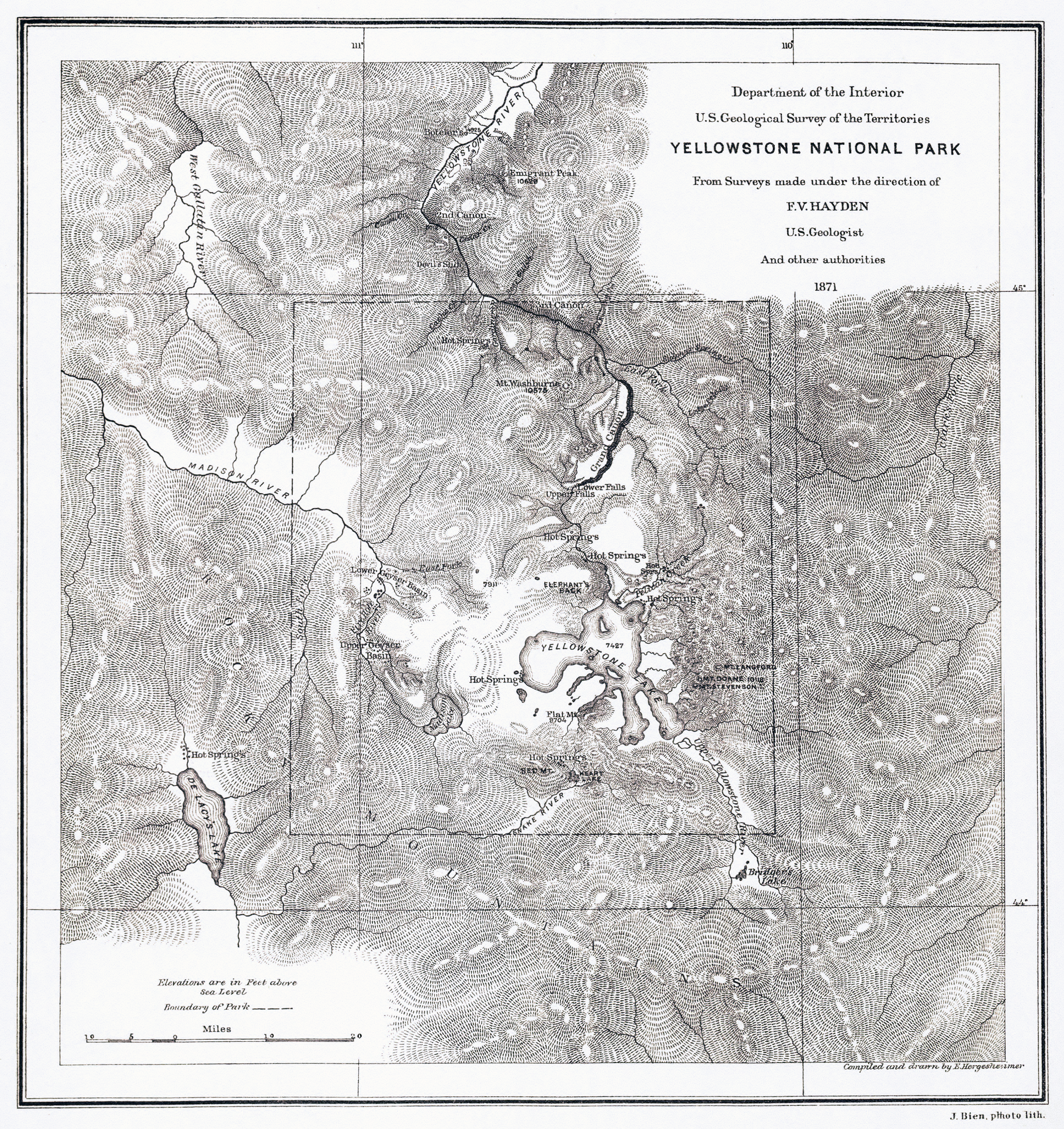
페르디난드 헤이든의 옐로스톤 국립공원 지도(1871년)

1871년에 페르디난드 헤이든은 옐로스톤을 탐사하려는 그의 첫번째시도가 실패한지 11년만에 드디어 다시 시도할 수 있게 되었다. 정부의 후원에 힘입어, 헤이든은 옐로스톤 지역에 두번째이며 더 큰 탐험대인 1871년 헤이든 지질 탐험대로 돌아왔다. 그는 옐로스톤에 관한 방대한 보고서를 작성하였는데 그 중에는 윌리엄 헨리 잭슨의 대형사진들과 토마스 모란의 그림들도 포함되었다. 그의 보고서는 미국의회로 하여금 이지역을 공유지 경매대상에서 제외하게 만들었다. 1872년 3월 1일 대통령 율리시스 S. 그랜트는 옐로스톤 국립공원을 수립하게 한 “헌정 법”에 서명을 하였다.
헤이든이 옐로스톤 지역에 공원을 만들려고 생각한 첫번째 사람은 아니나 공원의 최초이며 가장 적극적인 옹호자였다. 그는 이 지역을 “대중의 유익과 즐거움을 위한 지역으로 따로 지정해야할 것”을 믿었다. 그는 또 “이 아름다운 자연을 상품으로 바꾸어버릴” 사람들이 올 것이라고 경고했다. 나이아가라 폭포처럼 될 것을 걱정한 그는 이 지역이 “공기나 물처럼 공짜가 되어야 한다”고 결론을 내렸다. 그가 공유지위원회에 제출한 보고서에 그는 만약 법안이 통과되지 못한다면 “이 경이로운 지역에 들어오려고 기다리고 있는 파괴자들이, 수천년에 걸쳐 자연의 공교로운 솜씨가 다 필요했던 이 경외감을 불러 일으키는 작품을 단 한 철에 회복 불능하게 망가뜨리고 말 것이라고” 결론을 지었다.
 헤이든과 그의 1871년 탐험대는 옐로스톤은 돈으로 바꿀 수 없는 보물이라는 것을 알았고, 시간이 감에 따라 더욱 귀해질 것이라고 생각했다. 그는 다른 사람들이 그러한 것을 보고 경험하기를 원했다. 초창기에는 기차가 그리고 결국은 자동차가 그것을 가능하게 했다.

헌정 법

옐로스톤 강 상류지역 인근 일대의 땅을 공원으로 지정하는 법. 미국 상원과 하원에 의해서 제정됨. 몬타나와 와이오밍주에 걸치는 이 지역을 정착, 점유, 또는 판매하는 것을 미 합중국법에 의해서 금지시키며 또 보존할 것을 선언한다. 이 지역은 공공의 유익과 즐거움을 위한 공원으로 지정되었다. 이 지역 또는 그 일부에 위치하거나, 정착하거나, 점유하는 모든 사람은 – 여기에 지정된 경우를 제외하고는 – 침입자로 간주될 것이며 축출 될 것이다 ...

1872년 3월 1일 승인됨

서명:
- 제임스 G. 블레인, 하원의장.
- 슐러 콜팩스, 미국 부통령 및 상원의장.
- 율리시스 S. 그랜트, 미국 대통령.

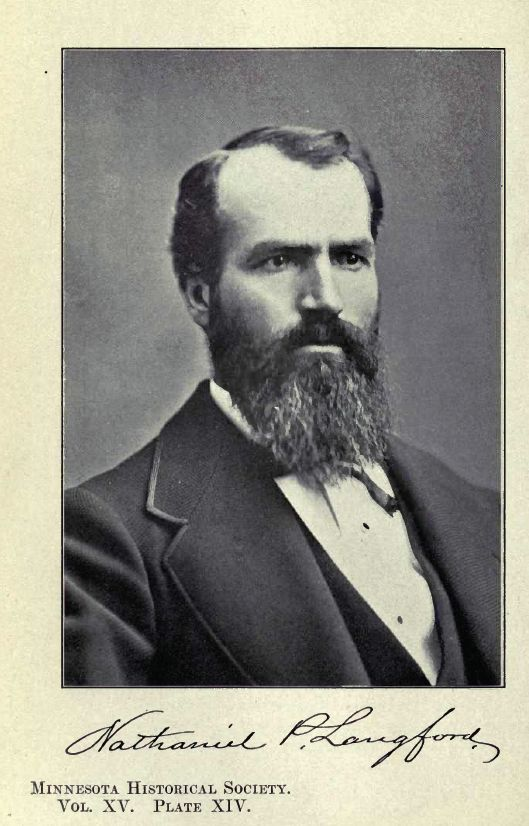
초대 공원장인 나다니엘 P 랭포드의 초상화(1870)

공원의 초창기에는 공원에 대한 상당한 반대가 지역사회에 있었다. 일부 사람들은 자원개발, 정착등이 공원안에서 연방법으로 엄격히 금지된다면 지역경제가 발전하기 어려울 것이라고 걱정했다. 지역사업가들은 공원의 크기를 줄여서 광산, 사냥, 벌목등이 허용되도록 해야한다고 주장했다. 몬태나 출신 의원들에 의해서 연방정부의 토지이용제한을 폐지하려는 수많은 법안이 제출되었다.

공식적으로 공원이 설립된 다음, 나다니엘 랭포드가 초대 공원장으로 1872년에 취임했다. 그는 5년간 일했지만 봉급뿐 아니라, 관리비와 관리인원을 지원받지 못했다. 랭포드는 공원을 개선하거나 땅을 적절히 보호하기 위한 수단이 없었다. 그리고 공식적인 정책이나 규제가 없이, 그러한 보호활동을 뒷받침 할 만한 법적근거를 가지고 있지 않았다. 그래서 옐로스톤은 밀렵꾼, 파괴자 그외에도 공원안에 있는 자원을 노리는 다른 자들을 막기 어려웠다. 그는 내무부에 1872년 제출한 보고서에서 공원 당국이 직면한 실제적인 문제들에 관해서 언급했다. 그리고 옐로스톤은 정부의 보호관리를 받기에 합당한 국제적인 명소가 될것이라는 것을 정확히 예견했다. 1875년
1875년에 전에 조지 암스트롱 커스터의 아래서 몬타나의 지역을 탐사한 윌리엄 루돌프 대령이 새로 수립된 옐로스톤 공원 및 몬타나 지역의 탐사대를 조직, 지휘하게 되었다. 그의 “옐로스톤 국립공원의 정찰 보고서"는 불법적 행동과 공원내 자원에 대한 착취에 대한 대한 목격을 담고있었다. 그의 보고서는 또한 탐사대원들이 작성한 첨부도서와 편지들을 포함하고 있었고 그 중에는 자연주의자며 광물탐사가인 죠지 버드 그리넬의 것도 있다. 그리넬은 버팔로, 사슴, 엘크 그리고 앤텔로프등이 가죽의 채취를 위해서 어떻게 밀렵되는가를 기술했다. “1874-1875년의 겨울에만 최소 3천마리의 버팔로와 뮬 사슴이 포획되었으며 엘크와 엔텔로프도 그에 못지 않게 포획되었다.

그 결과 랭포드는 1877년 공원장에서 물러나게 되었다. 옐로스톤을 여행하고 관리의 문제점을 목격한 필레투스 노리스는 랭포드의 후임으로 그 자리에 자원하였다. 의회는 그 직위에 봉급을 지불할 것을 동의하였고 공원운영에 필요한 최소한의 예산을 책정하였다. 노리스는 그 예산으로 많은 기초적인 길과 시설을 만들어서 공원내부의 접근성을 향상시켰다.
1880년 해리 연트는 공원의 밀렵과 훼손을 단속하는 사냥감독관으로 임명되었다. 연트는 페르디난드 헤인든의 지질탐사대를 1873에 참여한뒤에 많은 해를 그랜드 티튼을 포함한 지금의 와이오밍지역에서 보냈다.
그는 오늘날 최초의 공원레인져(공원을 관리하는 일종의 경찰)로 여겨지고 있다.
옐로스톤 강의 상류에 있는 연트 봉(峰)에 그의 이름을 붙여 그를 기념하고 있다. 그러나 충분하지 않은 인력과 자원밖에 공급되지 않은 상태에서, 노리스나 그 이후의 3명의 공원장이 공원을 보호하는 일은 사냥감독관의 임명만 가지고는 어려웠다.

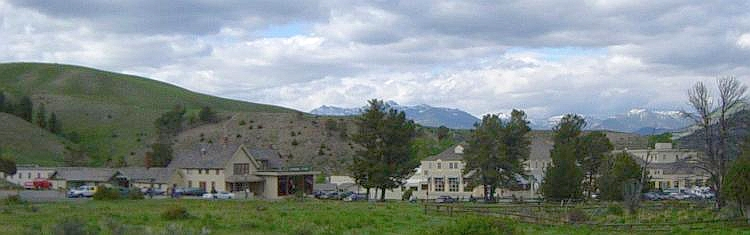
옐로스톤 요새, 미육군의 요새였으나 지금은 공원 사무실로 쓰이고 있다.

공원 방문자는 초창기에 나쁜 길과 제한된 서비스로 불편을 겪었고 공원에 오는 방법은 말이나 마차밖에 없었다. 1880년대 초에 노던 퍼시픽 철도는 몬타나 주의 리빙스톤에 역을 세워서 공원의 북쪽 입구를 연결하였다. 이것은 공원의 방문자를 1872년의 300명에서 1883년의 5,000명으로 증가하게 했다. 1908년까지 공원방문자의 증가는 또다른 철도회사 [유니온 퍼시픽 철도]]로 하여금 서(西) 옐로스톤 시를 연결하게하였다. 하지만 철도를 통한 방문자는 제2차 세계 대전까지 급격히 줄었고 1960년에는 사라졌다. 대부분의 철길은 오솔길로 바뀌었고 대표적으로는 옐로스톤 지선 길이 있다.

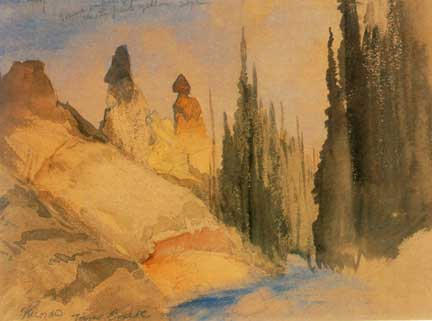
토마스 모란이 그린 타워 천(川). 헤이든의 1871년 지질 탐사대와 동행했다.

1870년대와 1880년대 사이에 미국 원주민 부족들을 공원에서 사실상 축출되었다. 몇 부족들이 옐로스톤 지역을 철따라 사용해왔고 "쉽이터(Sheepeater)"라고 알려진 동 쇼숀부족의 일부만 공원에 상주했다. 그들은 1868년의 조약에 따라서 공원에서 떠났다. 협약은 쉽이터가 공원을 떠나는 대신 공원에서 사냥할 권리를 보장했다. 미국 정부는 조약을 승인하지 않았고 쉽이터와 옐로스톤의 일부였던 다른 부족들의 주장을 인정하지 않았다. 죠셉 족장의 네즈 퍼쓰족은 약 750명으로 1877년 8월말 13일 동안 옐로스톤 지역을 지났다. 그들은 빅 홀 전투이후 미육군에 의해서 추격당하고 있었다. 네즈 퍼쓰의 일부는 공원에서 마주친 관광객과 다른 사람들에게 우호적이었으나 어떤 사람들은 그렇지 않았다. 9명의 방문자가 그들에게 납치되었다. 죠셉 족장 및 다른 족장들이 아무도 죽이지 말라는 명령에도 불구하고, 두명의 사람이 살해당했고 몇명이 부상했다. 방문자와 부족원이 마주친 곳 중 하나는 아래 간헐천 지역과 파이어홀 강의 지류를 따라 있는 동쪽 지역에서 메리 산과 그 바깥쪽이었다. 그 지류는 지금도 네즈 퍼쓰 천(川)이라고 알려져있다. 바녹부족의 한 그룹이 1878년 공원에 들어왔고 당시 공원장인 필레투스 노리스로 하여금 경계하게 만들었다. 1879년의 쉽이터 인디안 전쟁이후 노리스는 미국 원주민이 국립공원안에 들어오는 것을 막도록 군기지를 지었다.

계속되는 밀렵과 자원의 파괴는 미육군이 1886년에 맘모쓰 핫 스프링스에 와서 쉐리단 기지를 지을 때까지 계속되었다. 다음 22년동안 군대는 항구적인 시설을 지었고 쉐리단 기지는 포트 옐로스톤로 이름이 바뀌었다. 1894년 5월 7일에 분과 크로켓 클럽이라는 사냥 및 보존 단체가 죠지 G 베스트, 아놀드 헤이그, 윌리암 할렛 필립스, W. A. 와즈와쓰, 아치볼드 로져스, 시어도어 루스벨트 그리고 죠지 버드 그린넬 등을 통해서 공원보호법을 통과 시키는데 성공해서 공원을 지킬 수 있었다. 1900년의 레이씨 법안은 밀렵군을 기소하는 법적 근거를 마련했다.
공원의 감독에 필요한 예산과 인원을 가지고 군대는 공원의 야생동물과 자원을 보호하면서 동시에 방문자의 접근성을 용이하게 하기위한 자신의 정책과 규제를 만들어갔다. 1916년 국립공원국이 신설되자, 군대에 의해서 개발된 많은 관리 원칙이 새 당국의 정책으로 채택되었다. 군대는 1918년 10월 31일 공원의 관리를 국립 공원 관리국에 인계했다.

### 최근의 역사

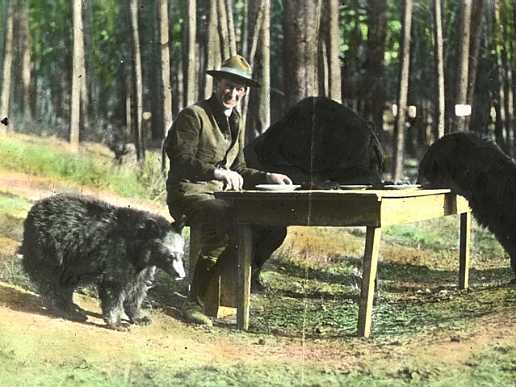
공원장 호레이스 M. 올브라이트와 손님들, 1922

1915년에는 매년 1,000 대의 차가 공원에 들어와서 말과 말을 이용한 다른 교통수단과 마찰을 일으켰다. 결국은 도로에서 말은 금지 되었다.
시민 보호협회(Civilian Conservation Corps) (CCC)은 청년들을 위한 뉴딜 정책 구제기관의 일종으로 1933년과 1942년 사이에 옐로스톤의 시설을 확충하는데 큰 역할을 했다. CCC는 재산림, 공원내의 오솔길 및 캠프장을 만들기, 화재 방지 및 화재억제 시설등의 일을 했다. CCC는 초기 방문자센터를 지었고 지금의 공원내 도로를 만들었다.
제2차 세계 대전동안 관광객의 수는 급감했고, 직원을 줄였으며 되었으며 시설들은 방치되었다. 1950년대에는 옐로스톤과 다른 국립공원의 방문자수가 엄청난 증가세를 보였다. 이 증가한 방문자를 감당하기 위해서 공원당국은 공원 시설을 증가하고 현대화하기위한 프로젝트 “미션 66”을 수행했다 1966년까지 마무리하게 계획된 이 프로젝트는 국립공원 관리국 설립 50주념을 기념하기 위한 것이었다. 미션66의 건설은 전통적인 통나무 집에서 벗어나 보다 현대적인 건축을 추구했다.
1980년대에, 옐로스톤의 대부분의 건축물들은 전통적인 양식으로 다시 바뀌었다. 1988년의 대산불이 그랜트 빌리지의 대부분을 파괴한 이후에, 재건축은 전통양식으로 이루어졌다. 2006년 문을 연 캐년 빌리지의 방문자 센터도 전통양식을 도입했다.

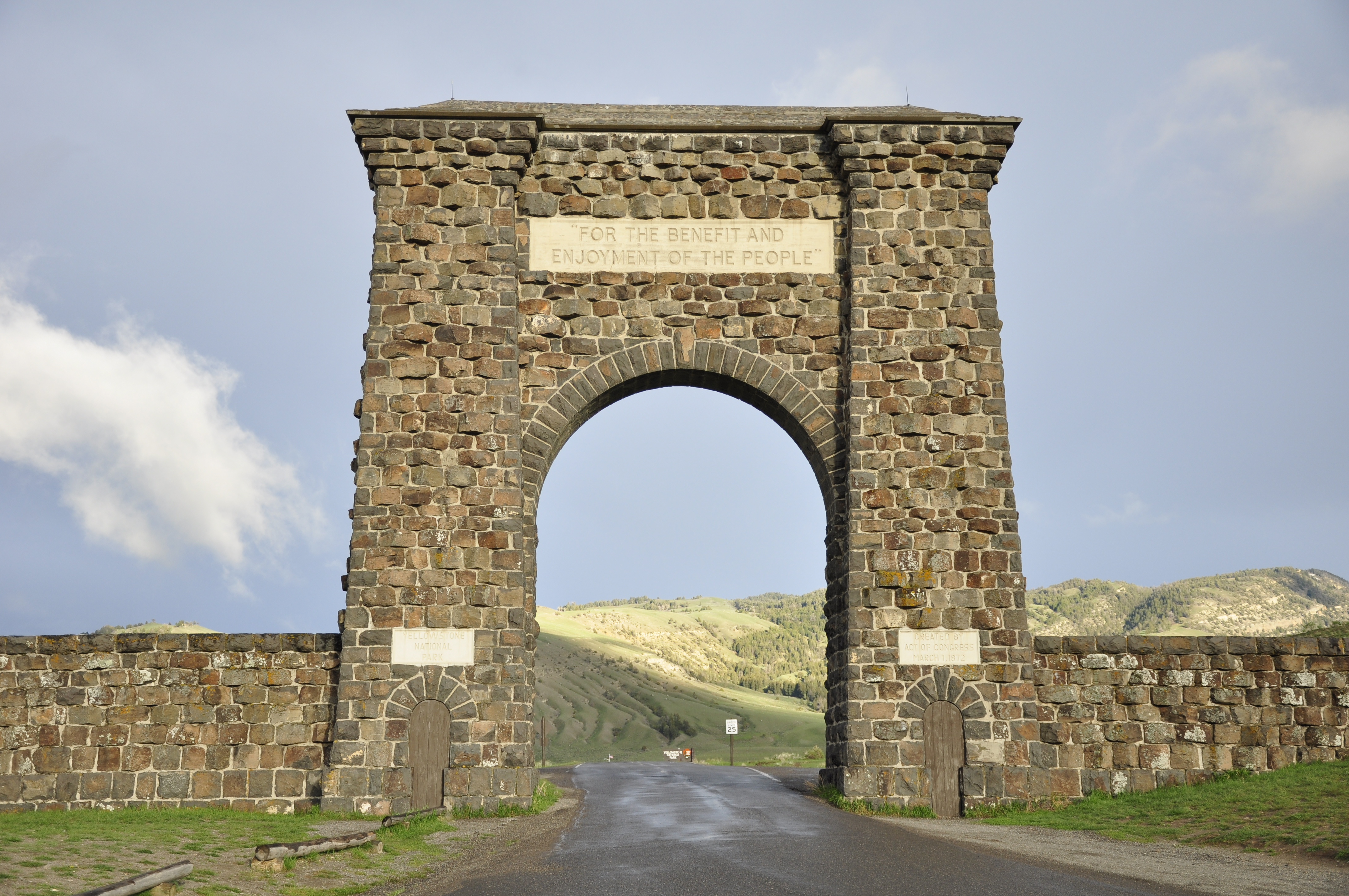
루즈벨트 문은 몬타나쪽의 북쪽 입구에 있다

옐로스톤 바로 서쪽의 헵젠 호수에서 일어나 1959년 헵젠 호수 지진은 길과 다른 시설들을 파괴했다. 공원의 북서쪽 부분에서는 새로운 간헐천이 발견되었고 많은 기존의 온천들은 혼탁하게 되었다. 이것은 기록된 이후 지역을 강타한 가장 강력한 지진이었다.
1963년에는 엘크의 수의 강제 감소 정책에 관한 수년의 공개적인 논란뒤에 1963년에 미국 내무부 장관 스튜어드 우달은 국립공원들안의 야생동물 관리를 위한 과학적인 데이터를 수집하는 자문위원회를 구성했다 레오폴드 보고서라고 불리는 보고서에서 다른 국립공원에서의 개체조절정책은 효과가 없다고 말하며 옐로스톤의 엘크 수 새로운 관리법을 추천하였다.
1988년의 산불은 공원 역사상 최대였다. 대략 793,880 에이커 (3,213 km2) 또는 공원 면적의 36% 가 영향을 받았으며 산불 관리 정책이 체계적으로 재검토되었다.
발견된 1,000 개의 고고학적 발굴장소를 통해서 광대한 공원의 문화역사가 기록되었다. 공원에는 1,106개의 옐로스톤의 역사적 건물과 사적들이 있으며 그중 옵시디안 절벽에 있는 것들과 다른 5개가 국립사적지로 지정되었다.
옐로스톤은 1976년 10월 26일 국제 생태 보호지구로 지정되었고, 1978년 9월 8일 UN 세계유산으로 지정되었다. 공원은 1995년과 2003년 사이에 관광으로 인한 영향, 야생동물의 감염 그리고 도입종의 도입등으로 위협받고 있는 세계유산에 등재 되기도 했다. 2010년에는 옐로스톤 국립공원은 미국의 아름다운 쿼터(동전) 프로그램아래 공원이 새겨진 동전의 출간으로 기념되었다.

## 지리

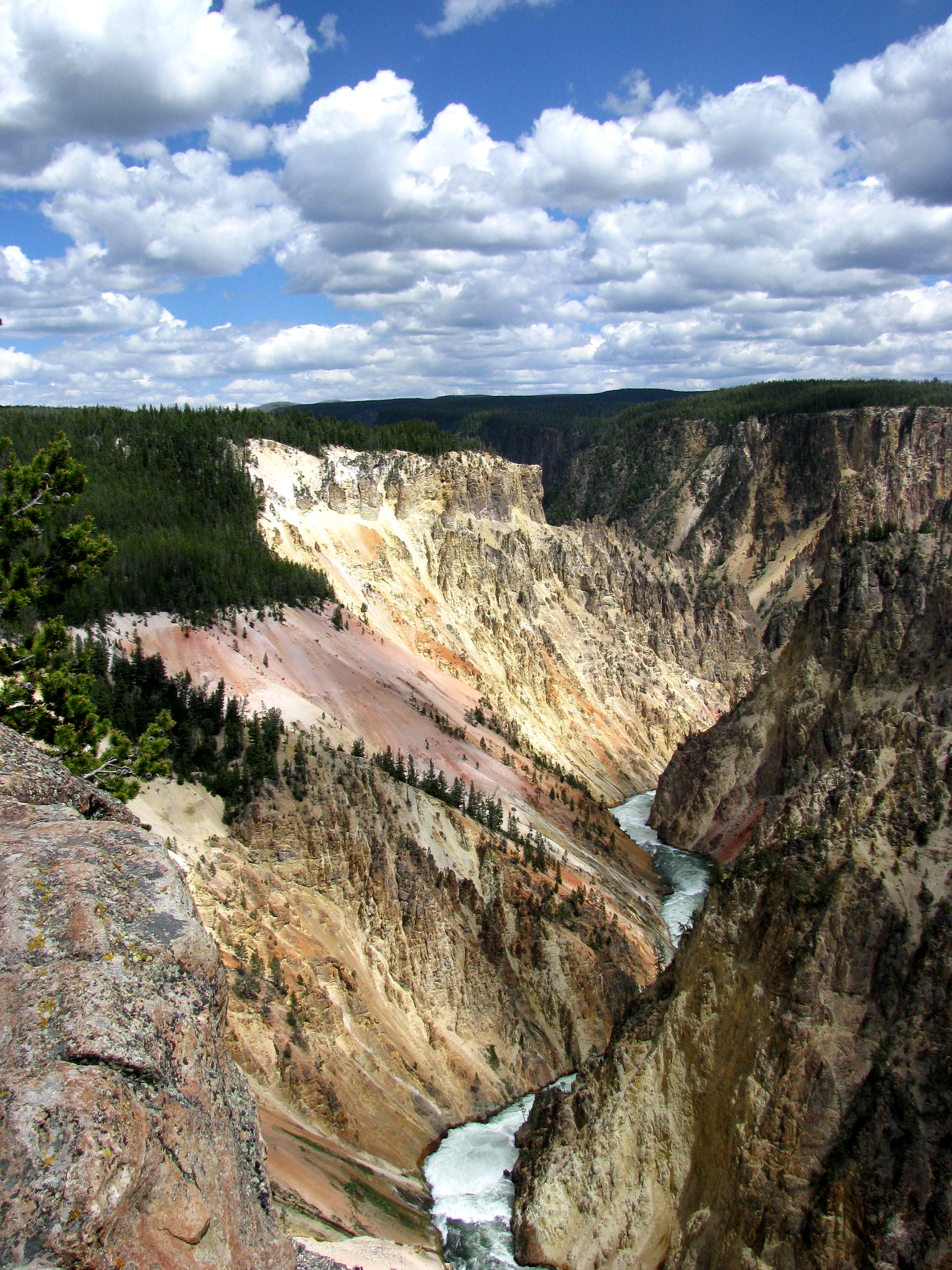
옐로스톤의 그랜캐년

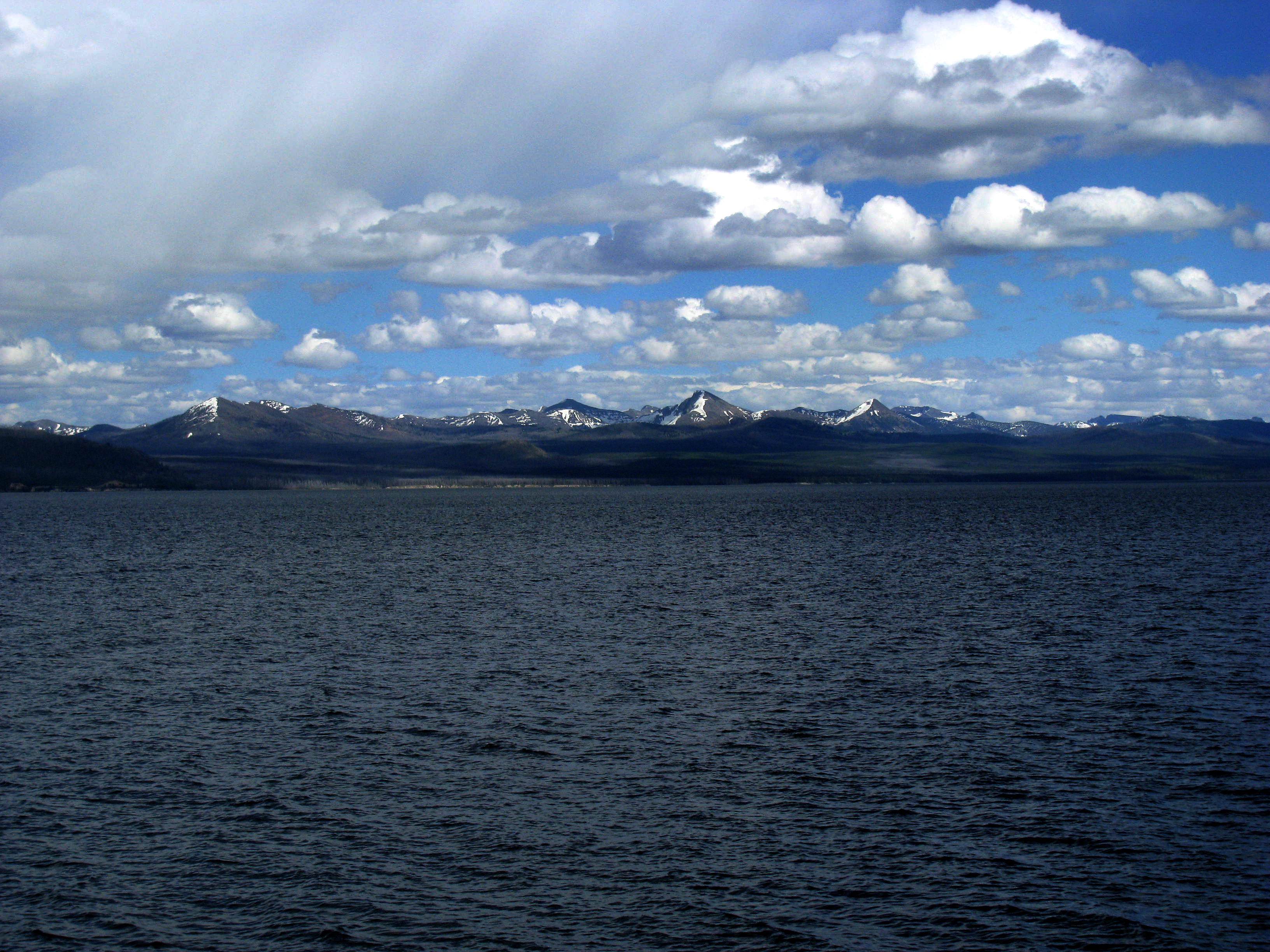
옐로스톤 호수

약 96%의 옐로스톤 국립공원의 땅은 와이오밍주에 속해있다. 다른 3 퍼센트는 몬타나 주 안에 있고, 남은 1 퍼센트는 아이다호에 속한다. 공원의 크기는 공중에서 보았을 때, 남북으로 101 km, 동서로 87 km이다. 옐로스톤의 면적은 8983.18  km2으로 충청남도 (8,204.71  km2)보다도 더크다. 강과 호수가 면적의 5 퍼센트를 차지하고 있고 옐로스톤 호수는 352.2  km2으로 가장 크다. 옐로스톤 호수는 가장 깊은 곳이 깊이 120 m 그리고 연안의 길이는 180 km이다. 옐로스톤 호수는 해발 2,357 m에 위치해, 북미주의 호수중 가장 높은 곳에 자리하고 있다. 숲이 공원 면적의 약 80 퍼센트를 점유하고 있다; 나머지의 대부분은 초원이다.
북미 대륙분기선이 대각선으로 공원의 남서쪽을 통과한다. 이 분기선은 태평양과 대서양을 향한 물의 흐름을 구분하는 기준이 된다. 공원의 삼분의 일이 이 선의 서쪽에 있다. 옐로스톤 강과 스네이크 강의 근원들이 이 선의 근처에 서로 반대 방향으로 위치하고 있다. 따라서 스네이크 강은 태평양쪽으로 흐르고, 반면 옐로스톤 강은 대서양을 향해서 나아가서 멕시코 만으로 빠지게 된다.
공원은 옐로우스톤 고원에 위치하고 있으며 평균 해발은 2,400 m이다. 이 고원은 4면의 거의 해발 2,700 m에서 3,400 m의 중부 록키산맥의 산맥으로 둘러싸여있다. 공원의 가장 높은 곳은 이글 봉 (Eagle Peak) (3,462 m)이고 가장 낮은 곳은 리스천(Reese Creek) (1,610 m)이다. 주변에 위치한 다른 산맥으로는 갈라틴 (Gallatin) 산맥이 북서쪽으로 있고, 베어투스(Beartooth) 산맥이 북쪽으로 있으며, 앱사로카(Absaroka) 산맥이 동쪽에, 티튼(Teton) 산맥과 매디슨(Madison) 산맥이 서남쪽과 서쪽에 있다. 옐로스톤 고원의 가장 뚜렸한 봉우리는 와쉬번(Mount Washburn) 산으로 해발 3,122 m이다.
옐로스톤 국립공원은 세계 최대의 화석화된 숲이 있다. 오래전에 화산재와, 흙에 묻힌 나무들이 목재의 재질에서 광물 성분으로 바뀐 것이다. 재와 다른 화산의 분출물들은 공원자체에서 나온 것으로 추정되고있다. 옐로스톤은 슈퍼화산이 붕괴해서 생긴 거대한 칼데라이기 때문이다. 옐로스톤 국립공원에는 4.6 m 이상의 폭포가 290개가 있다. 가장 높은 폭포는 옐로스톤 강의 하단 폭포로 94 m이다.
공원에는 세개의 깊은 계곡이 있다. 계곡들은 옐로스톤 고원이 강에 의해서 지난 64만년동안 화산지형을 깍아서 생긴 것이다. 남쪽의 루이스 계곡 사이로는 루이스 강이 흐르고 옐로스톤 강은 북쪽으로 흐르며 두개의 화려한 색채의 계곡을 깍아 내었다. 옐로스톤의 그랜드 캐니언과 옐로스톤의 블랙캐니언이다.

## 지질

### 역사

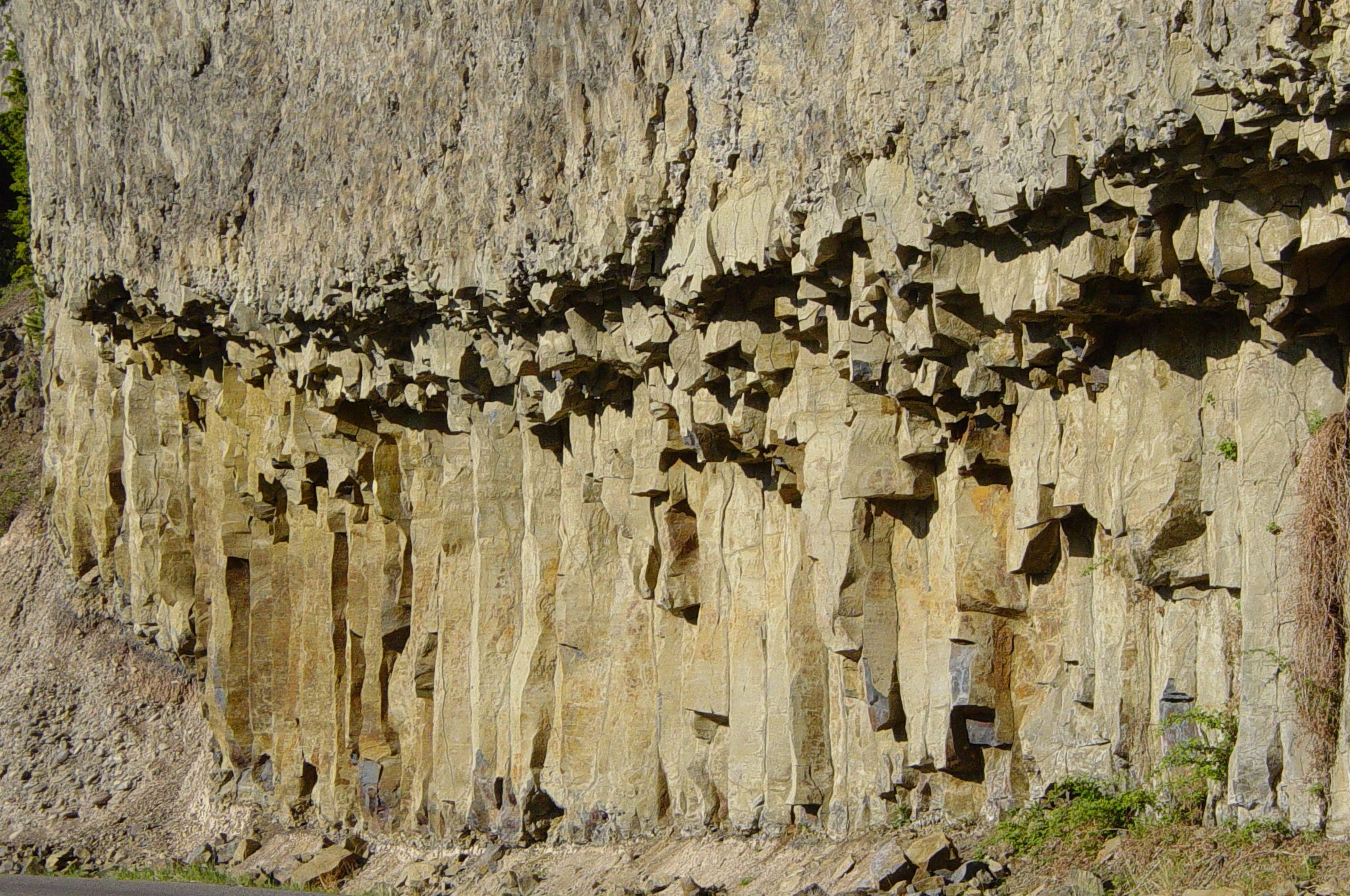
타워 폭포 옆의 바살트 기둥; 대규모의 바살트와 다른 용암의 흐름이 초고열 화산재의 초대형 폭발에 앞선다

옐로스톤은 스네이크 강 평원의 북동쪽 끝에 있다. 이 강은 아이다호 주의 보이지로부터 640 km를 서쪽으로 뻗은 산맥을 지나는 거대한 U자형이다. 이러한 형태는 북아메리카 판이 지각판의 움직임에 의해서지난 1,700만년동안 지구 맨틀의 고정된 뜨거운 지역(hotspot)을 가로질러 움직임에 따라서 생성된 것이다. 현재의 옐로스톤 국립공원의 지형은 지구의 지각 아래의 이러한 뜨거운 지역의 가장 최근의 발현(manifestation)인 것이다.

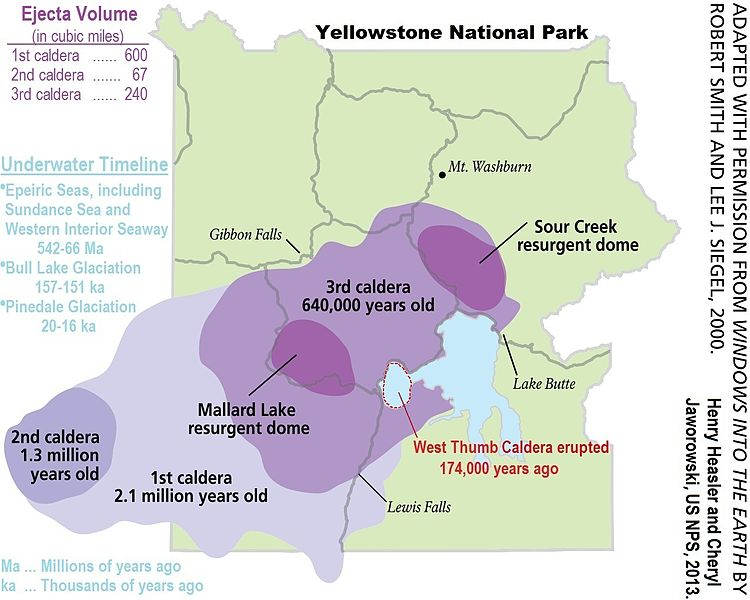
옐로스톤은 4개의 중첩되는 칼데라위에 형성되어 있다 (US NPS)

옐로스톤 칼데라는 북미 최대의 화산계이다. 이것이 “슈퍼화산(supervolcano)”이라고 이름진 까닭은 칼데라가 천지개벽 수준의 폭발적 분화에 의해서 형성되었기 때문이다. 옐로스톤 밑에 있는 마그마의 방은 길이 약 60 km, 넓이 29 km, 그리고 5~7 km 깊이의 연결된 하나의 방으로 추정되고 있다. 현재의 칼데라는 약 64만년전에 일어난 어마어마한 화산폭발로 형성된 것이다. 그 폭발은 1,000  km3 이상의 화산재, 돌, 화산물질(pyroclastic material)을 분출했다. 이 폭발은 1980년 세인트헬렌 화산의 폭발보다 1,000배이상 큰 것이다. 이 폭발은 깊이가 거의 1 km 이고 면적은 72x45 km의 칼데라를 만들었고 라바크릭(Lava Creek Tuff)라는 화산분출물이 녹아 굳은 지질대를 형성했다. 210만년전에 일어난 알려진 가장 격렬한 폭발은 약 2,450  km3의 화산물질을 분출했으며 허클베리 리지(Huckleberry Ridge Tuff)라는 응회암(凝灰岩) 지대를 만들었고 아일랜드 파크 칼데라 (Island Park Caldera)를 만들었다. 1.3백만년전의 한 작은 분출은 67 cubic miles (280 km3) 물질을 뿜어내며 헨리 포크 칼데라를 만들었으며 메사 폴즈 지대를 형성했다.
세번의 폭발때마다 화산재는 북미대륙의 중앙부의 대부분을 덮었고 수백 마일까지 날아갔다. 이러한 양의 재와 가스 섹의 기후에 심각한 영향을 주었을 것이며 아마도 주로 북미대륙에서 어떤 종들의 멸종을 가져왔을 것이다.

그 이후에 약 16만년 전 칼데라가 형성되는 폭발이 있었다. 그것은 옐로스톤 호수의 웨스트 썸 (West Thumb) 을 형성하고 있다. 이 마지막 대형폭발이후 64만년과 7만년전 사이에 작은 분출들이 있었고, 80개 이상의 다른 유문암 들이 옐로스톤의 칼데라를 메웠다. 그런 유문암들은 옵시디안 절벽(Obsidian Cliffs)와 쉽이터 절벽(Sheepeater Cliff)의 바살트(Basalt) 용암에서 볼 수 있다. 용암층은 옐로스톤강이 고대의 용암이 흐른 곳을 계속 깍아내고 있는 옐로스톤의 그랜드캐년에서 가장 쉽게 볼 수 있다. 이 계곡은 대표적인 V자 계곡으로, 빙하에 의해서 깍인 것이 아닌 강에 의한 침식의 증거를 보여주고 있다.
각각의 폭발은 폭발 주기의 일부분이다. 이 주기의 클라이맥스는 화산의 부분적으로 비워진 마그마 방의 지붕이 부분적으로 무너져 내리는 것이다. 이것이 칼데라라고 불리는 쑥 들어간 형태를 이루는 것이고 보통 칼데라 원형상의 둘레의 구멍들을 통해서 엄청난 양의 화산 불질을 뿜어내는 것이다.

### 간헐천과 열수시스템

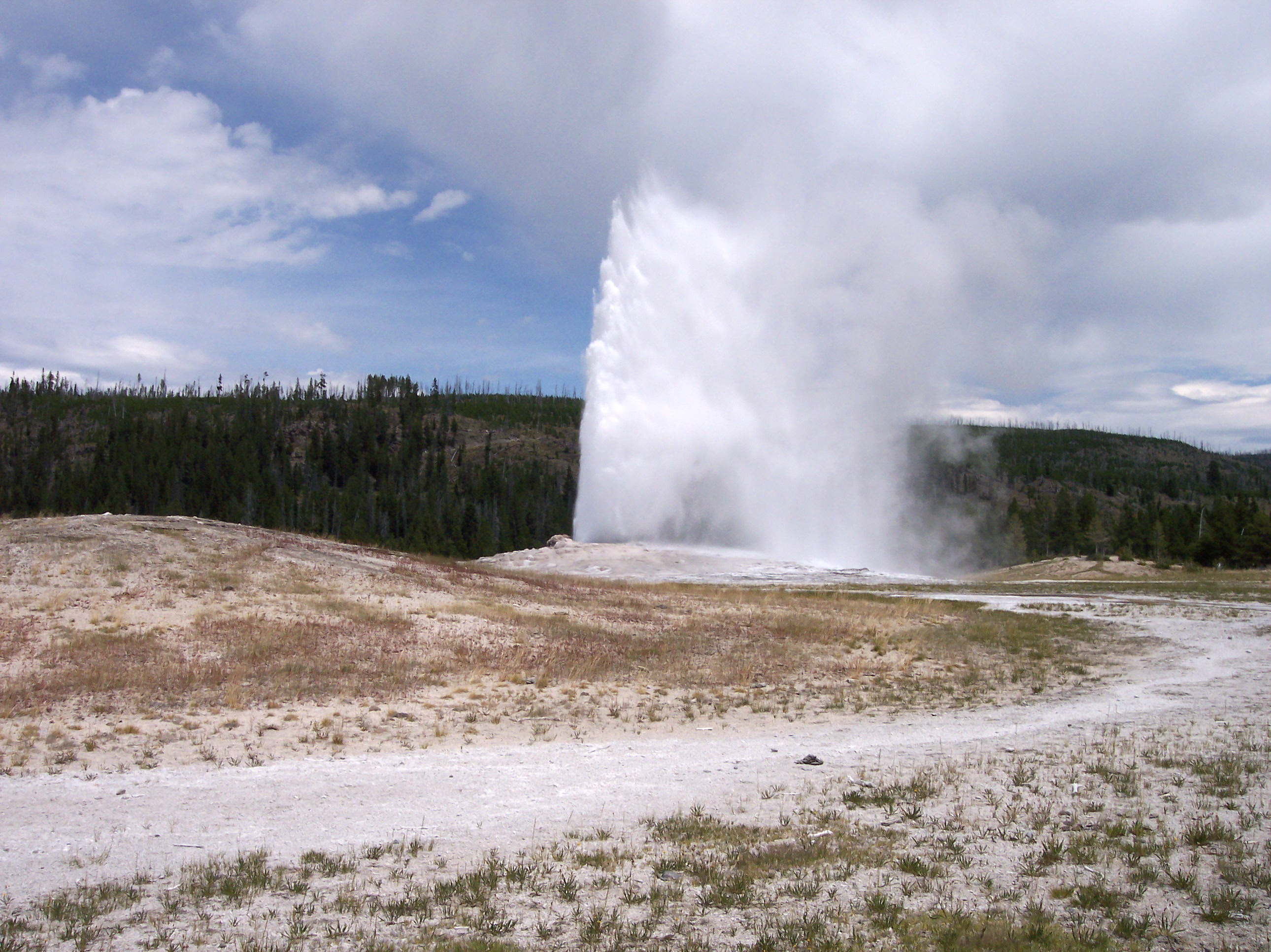
가장 유명한 간헐천인 올드 페이스풀은 약 91 분마다 분출한다.

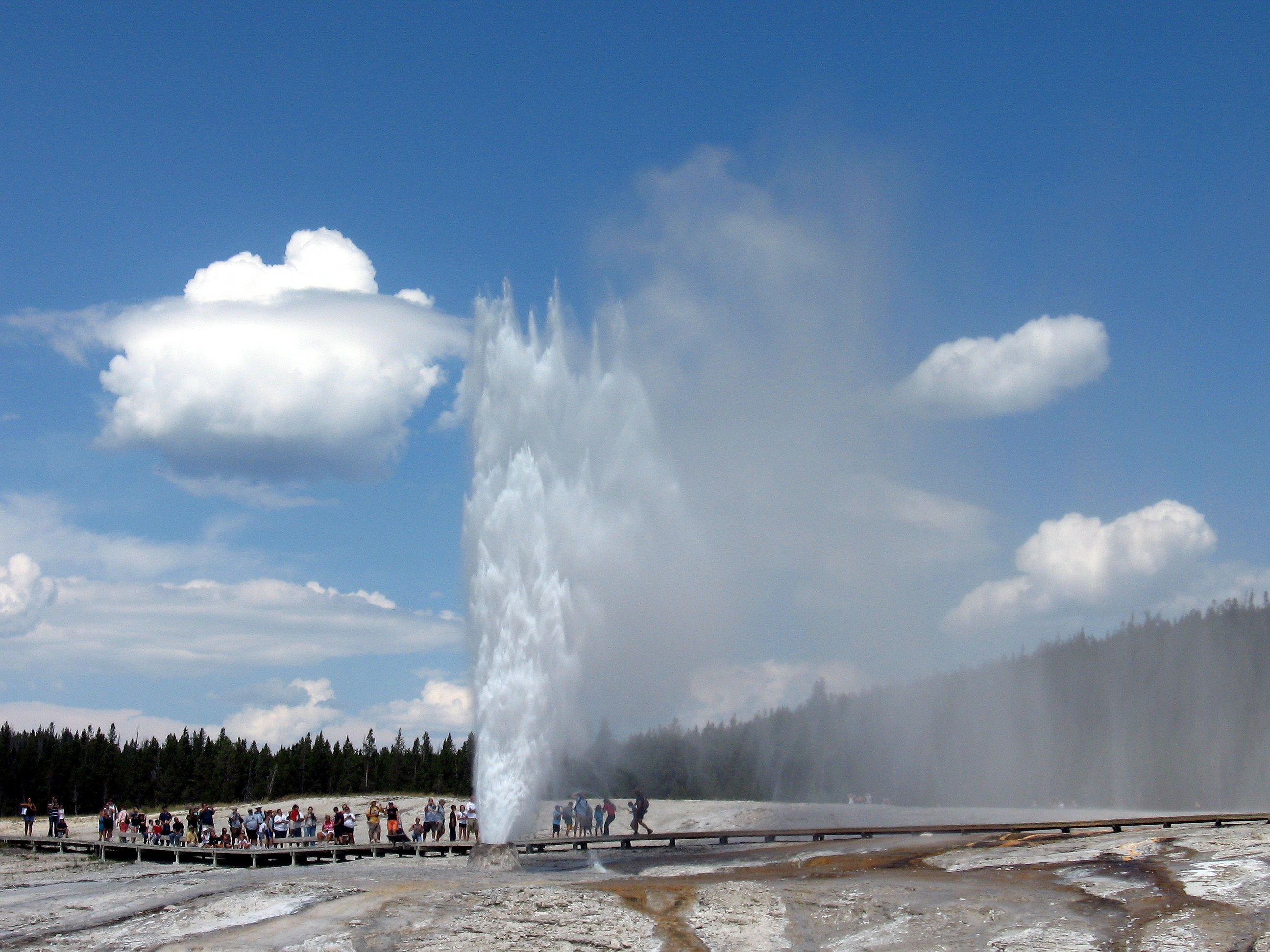
벌집 간헐천 분출

공원에서 가장 유명한, 아마도 세계에서 가장 유명한 간헐천은 상부 간헐천 유역의 올드페이스풀 간헐천이다. 캐슬 간헐천, 사자 간헐천, 그리고 벌집 간헐천등이 같은 유역에 있다. 공원은 세계최대의 간헐천인 증기선 간헐천을 노리스 간헐천 유역에 가지고 있다. 2011년에 종결된 조사에서 옐로스톤에는 1283개의 간헐천이 분출하고 있다. 그들중에 평균 465개가 특정한 해애 활동적이다. 옐로스톤은 다 합쳐서 약 1만개의 열수 현상을 보여주고 있다. 그들은 전세계의 가이저의 삼분의 이이고 열수 현상의 반에 해당한다.

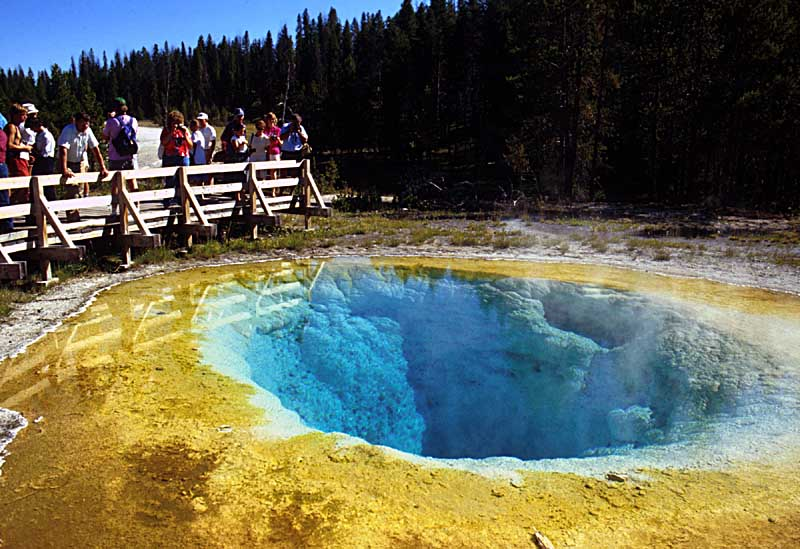
옐로스톤의 모닝글로리호

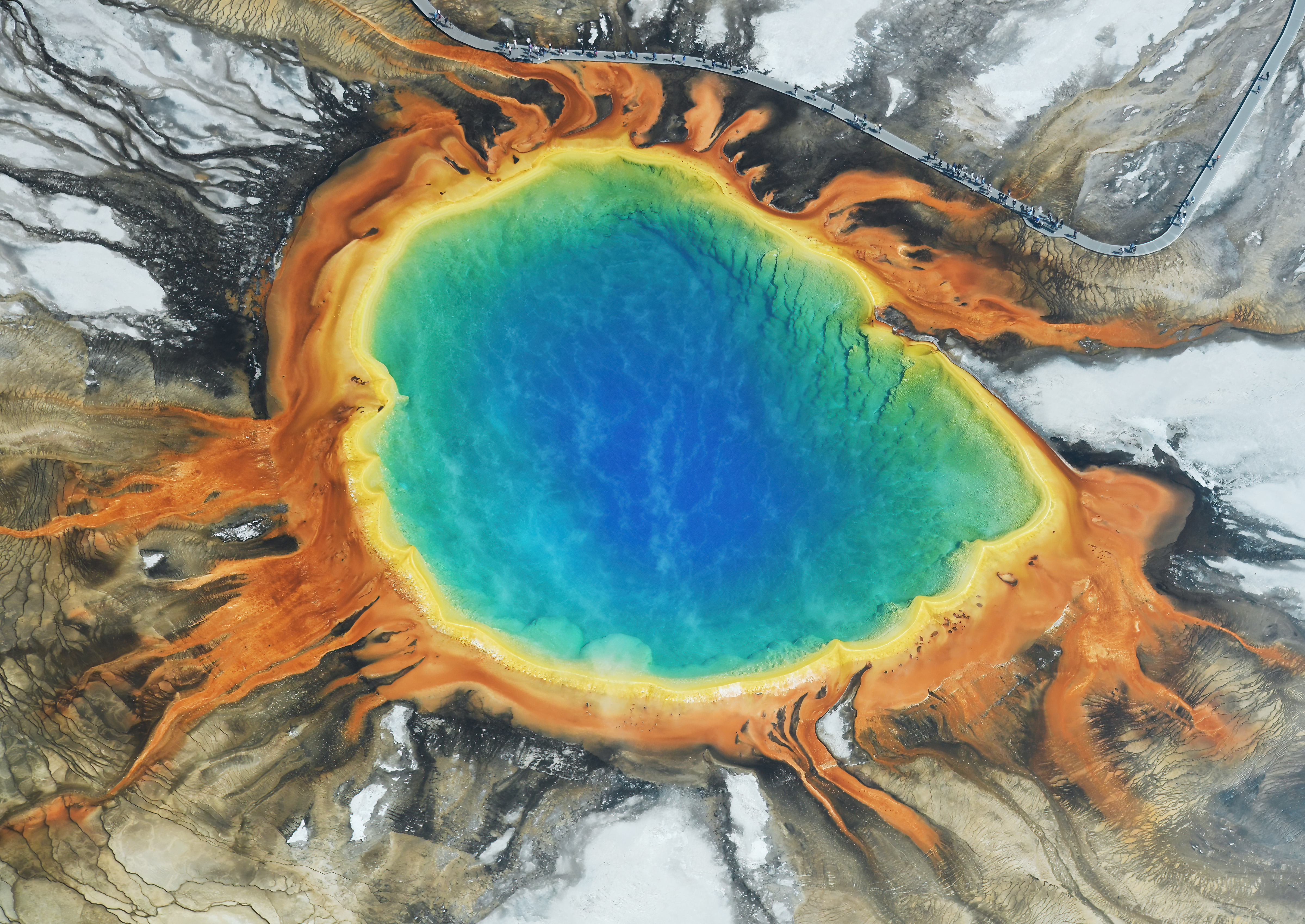
그랜드 프리스매틱 온천.

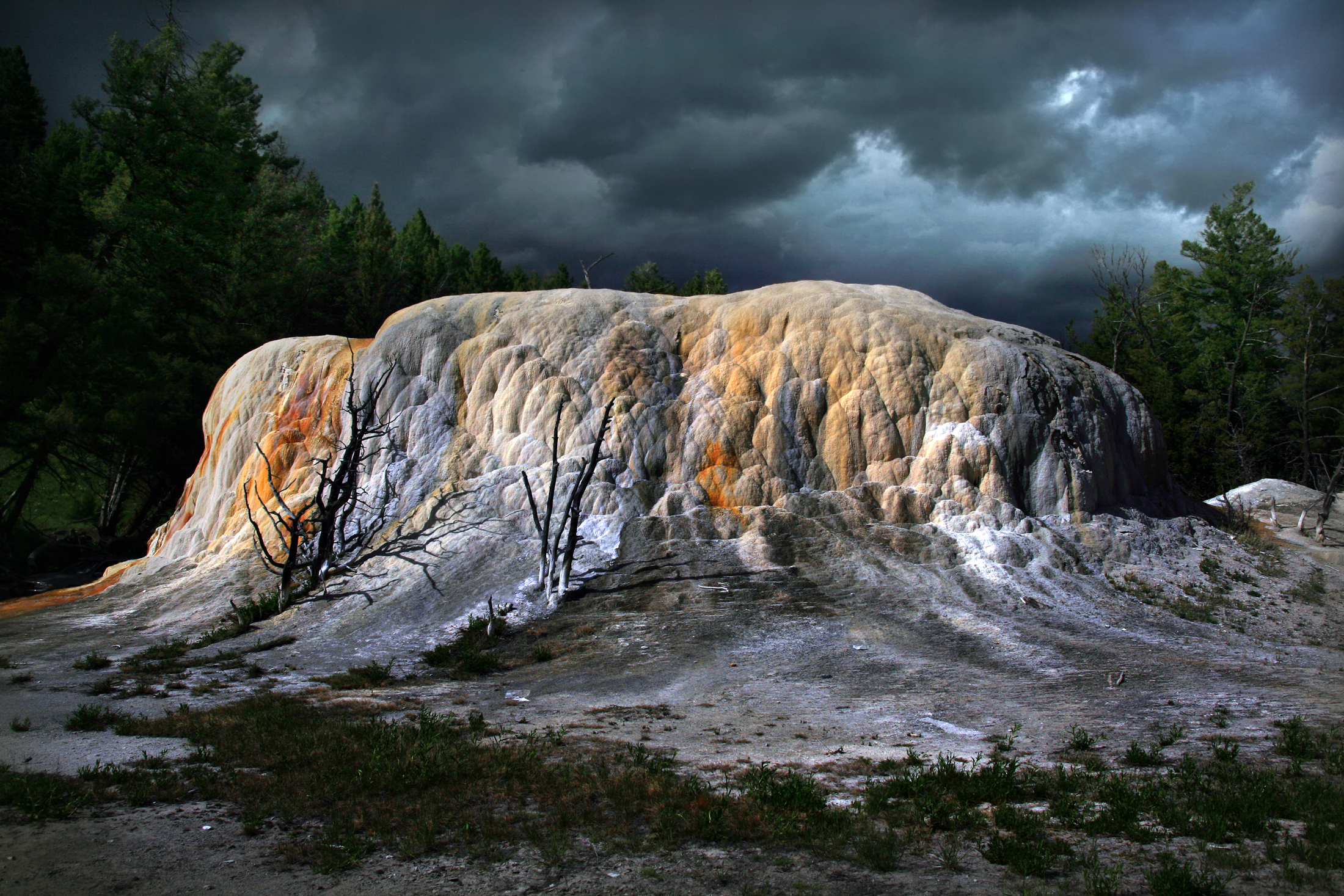
맘모스 핫 스프링스

2001년 5월 미국 지질학회, 옐로스톤 국립공원, 그리고 유타대는 옐로스톤 화산 관찰 협회(Yellowstone Volcano Observatory)를 조직했다. 이 기구는 장기적으로 옐로스톤 고원의 화산 지역의 지질현상을 관찰하고, 지질학적으로 활발한 지역의 잠재적 위험에 관한 정보를 알리기 위한 것이다.

2003년에 노리스 간헐천 지역의 변화는 몇 오솔길을 잠정적으로 폐쇄하게 만들었다. 새로운 화산의 분기공들이 관촬되었고, 몇개의 간헐천의 활동이 증가되었으며 물의 온도가 상승하였다. 몇개의 간헐천은 너무 뜨거워져서 순전히 증기만 뿜는 것으로 바뀌었다. 물이 너무 뜨거워져서 더 이상 정상적으로 분출을 할 수 없게 되었기 때문이다. 이러한 것은 수년에 걸친 미국 지질학회 보고서의 출간과 같이 일어났다. 이 보고서는 옐로스톤호수의 바닥의 지도를 작성하며 과거의 어떤 때에 구조적 돔이 융기한 것을 알아내었다. 연구보고서는 이러한 융기가 조만간의 화산 폭발의 위험상을 보여주는 것은 아니라고 해석했다. 왜냐하면 융기는 오래전에 일어난 것으로 생각되고 이런 융기 주변에서 온도의 상상이 관찰되지 않았기 때문이다
2004년 3월 10일에는 생물학자가 다섯마리의 죽은 바이슨을 발견했다. 바이슨들은 분명 유독성 지열 가스가 계절의 변화로 인해서 노리스 간헐천 유역에 모여있을 때 가스들 들이마셔서 사망한 것이다. 이것은 2004년 4월 증가된 지진활동 직후에 일어났다.
2006년에는 오랫동안 현저한 땅의 움직음의 변화를 보여준 지역인 말라드 호수 돔과 사워 크릭 돔이이 약 매년 3.8~6.1 cm의 속도로 2004~2006년 사이에 솟아 오르고 있다는 것이 보고되었다. 2007년에도 속도는 줄었지만 융기는 계속되었다. 이러한 현상들은 언론의 대단한 관심을 불러일으켰으며 지역의 지질학적 미래에 대한 추측을 불러일으켰다. 전문자들은 이런 추측들에 대해서 가까운 미래에 화산폭발의 위험을 보여주는 증거는 없다고 대답했다. 그러나 이러한 변화들은 옐로스톤의 열수 시스템의 동적 특성을 보여주는 것들이다.

## 생태계

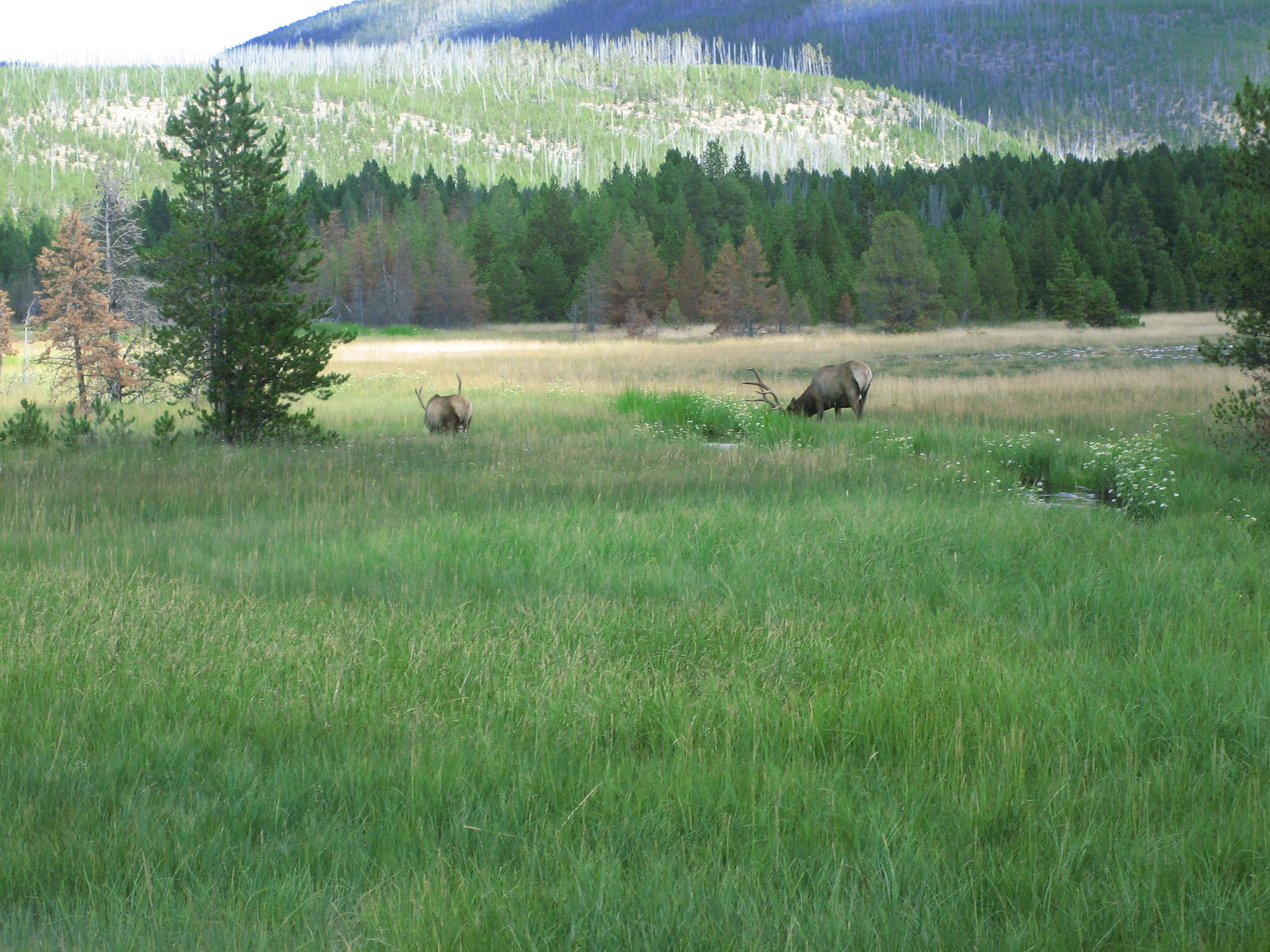
옐로스톤의 산악 초원지대

옐로스톤 국립공원은 그랜드 티튼 국립공원과 주변의 국립산림 그리고 그 산림에 포함되는 광대한 야생지역으로 이루어지는 옐로스톤생태계의 중심부이다. 이 생태계는 미국의 대륙부의 가장 크고, 연속적이며, 개발되지 않은 중요 토지로, 북반구의 온대지역에서 보존되고 있는 가장 큰 생태계로 여겨지고 있다.
1990대에 시작된 성공적인 늑대의 재도입 프로그램으로 백인 탐험가들이 지역에 첫발을 디딜 때 있었던 모든 본래의 종들이 이 지역에 서식하고 있다.

### 식물상(Flora)
1,700 종이 넘는 나무와 다른 유관속 식물(維管束植物
)들이 공원에 자생하고 있다. 다른 170종은 외래종으로 여겨지고 있다. 침엽수 로 확인된 8종중, 로지폴 소나무 숲이 전체 면적의 80%를 차지하고 있다.
 다른 침엽수들 예를 들어 서브알파인 전나무, 잉글리쉬맨 가문비나무, 록키 산맥 더글라스 전나무 그리고 화이트바크 소나무 의 숲이 공원안에 산재하고 있다.
사시나무와 버드나무는 가장 흔한 낙엽수이다. 20세기초 이래로 사시나무 숲은 급격히 줄어들었지만 최근에 회복되고 있다. 오레곤 주립대학의 과학자들은 늑대의 도입으로 인한 엘크들의 먹는 습성이 바뀐 것이 원인으로 생각하고 있다.

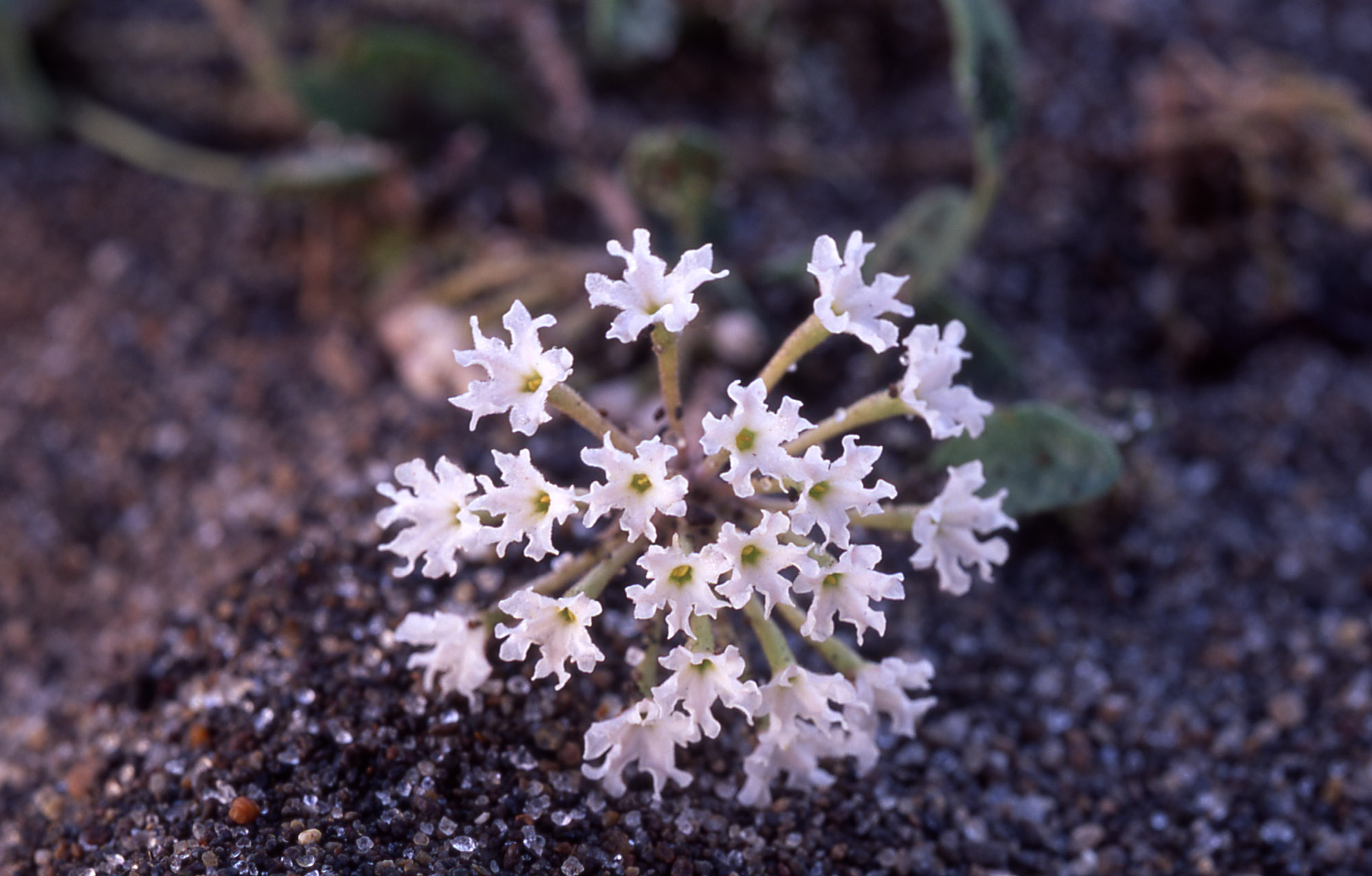
옐로스톤의 모래 버베나는 옐로스톤 호수의 자생식물이다.

수십종의 꽃이 피는 식물이 확인되었고 그중 대부분은 5월과 9월 사이에 꽃을 피운다.
 옐로스톤 모래 버베나는 옐로스톤에서만 발견되는 희귀한 꽃피는 식물이다. 이것은 따뜻한 다른 지역에서 발견되는 종과 친적관계인 까닭에 특히 수수께끼로 여겨지고 있다. 약 8천 그루로 추산되는 이 희귀한 식물이 물이 미치지 못하는 옐로스톤 호수가를 자기 집으로 하고 있다.
옐로스톤의 뜨거운 물속에는 수조(兆)마리의 박테리아가 기기묘묘한 모양의 깔개를 이루고 있다. 이 박테리아들은 지구상에서 가장 원초적인 생명체들중 하나이다. 파리와 다른 절지동물들이 아주 살벌하게 추운 겨울에도 이 깔개 위에 살고 있다 살고있다. 과학자들은 이 미생물들이 오로지 유황으로부터 에너지를 얻는다고 생각했다. 콜로라도 보울더 주립대학의 연구자들은 2005년 다양한 초고온성세균의 일부는 [[수소]분자에서 에너지를 얻는다는 것을 밝혔다.
써머스 아콰티쿠스는 옐로스톤 온천에서 발견되는 박테리아 종으로 매우 중요한 효소인 타크 폴리머레이즈를 생산한다. 이것은 실험실에서 쉽게 복제되며 고분자 연쇄반응 (PCR)의 일부로 DNA복제에 매우 유용하다. 이런 박테리아의 채취는 생태계에 아무런 영향을 주지 않으면서 이루어질 수 있다. 옐로스톤 온천의 다른 박테리아도 여러 질병의 치유방법을 찾는 과학자들에게 유용할 수가 있다.
다른 외래종들은 영양분들을 사용해버림으로써 자생식물을 위협하기도 한다. 그런 종들은 사람의 왕래가 많은 길이나 다른 관광객들이 많이 오는 곳에서 가장 흔히 발견되지만, 그렇지 않은 깊은 곳까지 퍼지기도 한다.

### 동물상(Fauna)
옐로스톤은 미국 본토 48주내의 가장 훌륭한 대형 야생동물 생태계이다. 공원안에 회색 늑대, 위기종인 링스, 그리고 그리즐리 곰등 약 60종의 포유류가 서식하고 있다. 다른 대형 포유류는 바이슨(종종 버팔로라고 불림), 아메리카흑곰, 엘크, 말코손바닥사슴, 뮬사슴, 흰꼬리사슴, 산염소, 큰뿔양, 프롱혼, 그리고 퓨마등이다.

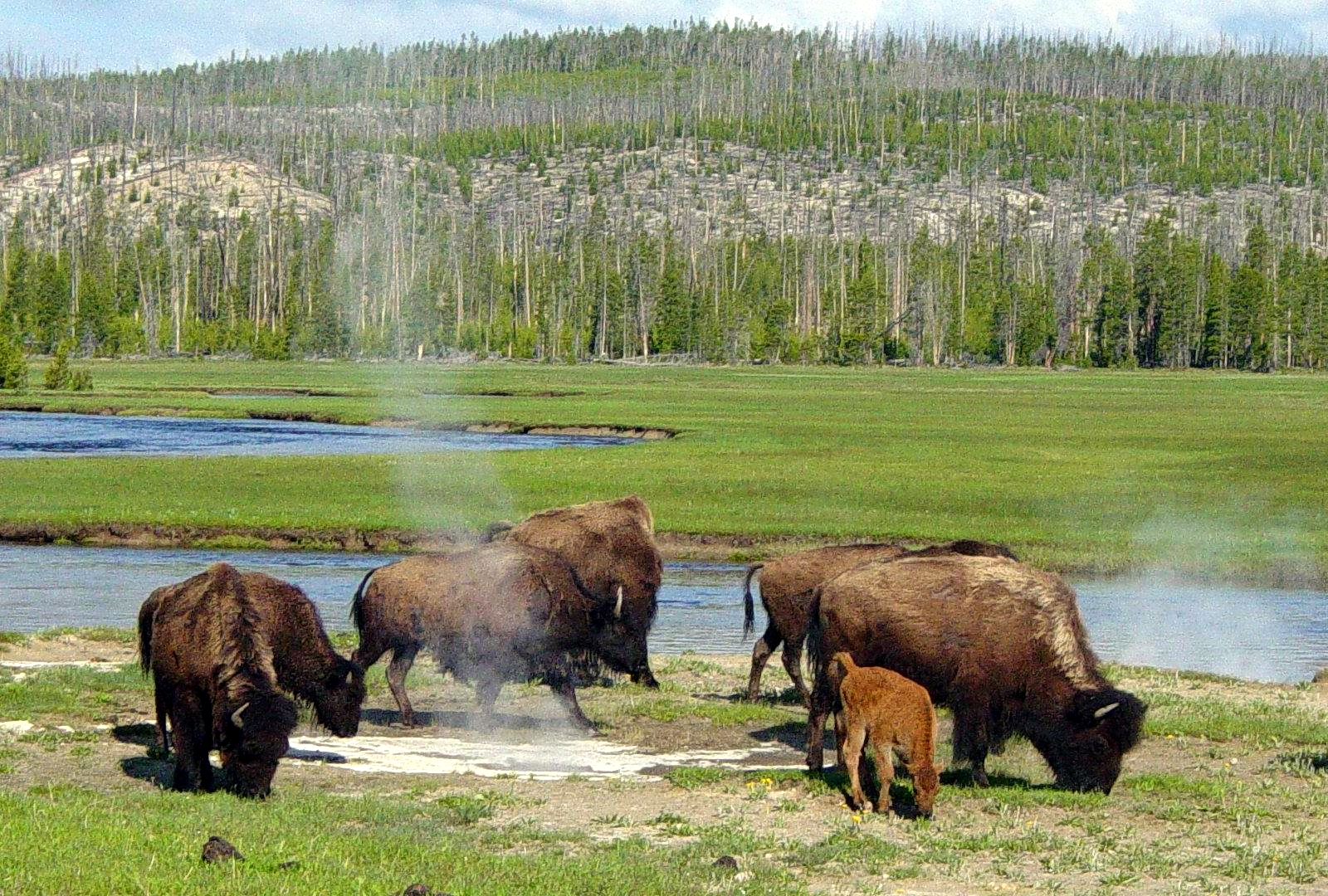
바이슨이 온천 근처에서 풀을 뜯고 있다.

옐로스톤 국립공원의 바이슨 떼는 미국내에서 미국 바이슨의 가장 큰 규모이다. 바이슨은 한때는 3천~6천만 마리가 북미에 살았었고 옐로스톤은 아직도 남아있는 그들의 서식지이다. 바이슨의 수는 1902년의 약 50마리에서 2003년 4,000마리까지 늘어났다. 바이슨의 개체수는 2005년 최고 4,900마리까지 늘어났었다. 2007년 여름 추산으로 약 4,700마리가 있었으나 2008년에는 3,000 마리로 줄었는데, 그것은 추운 겨울과 논란이 많았던 브르쎌로시스라는 질병의 관리법 때문이다. 옐로스톤 국립공원의 바이슨 떼는 혈통적으로 순수하고 자유롭게 돌아다니는 북미의 공유지에 남아있는 4지역중의 하나이다. 다른 떼는 유타의 헨리산 바이슨 떼, 싸우스 다코타의 윈드 케이브 국립공원 그리고 캐나다 알버타의 엘크 섬등이다.

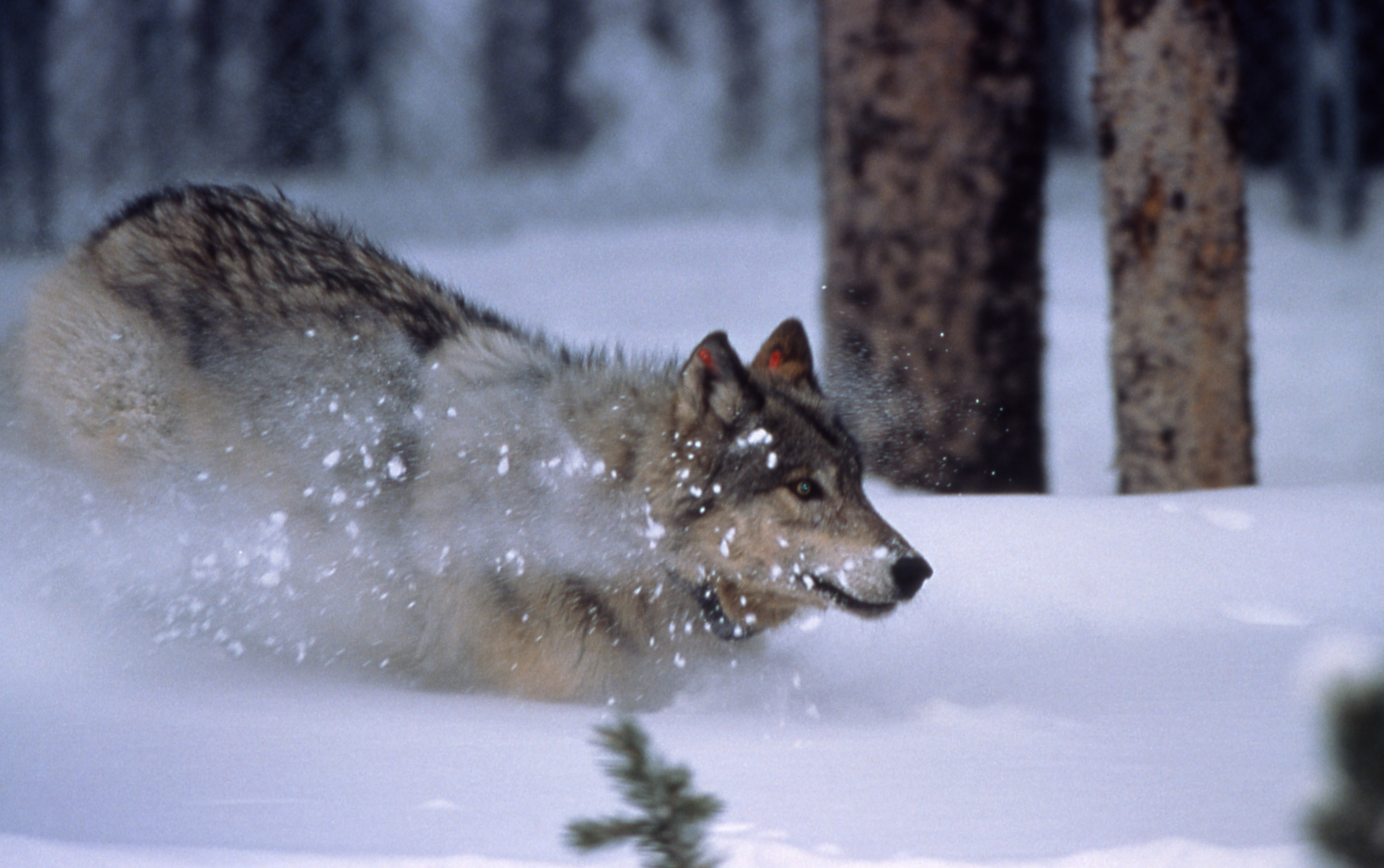
재도입된 옐로스톤 국립공원의 매켄지계곡늑대

1914년부터 엘크를 보호하려는 노력의 일환으로 미국의회는 늑대, 프레리도그 및 농업과 가축에 해로운 다른 동물들을 제거하기위한 기금을 마련했다. 공원관리국의 사냥꾼들에게 이 법령이 하달되었고 1926년까지 136마리의 늑대가 사냥 당했으며 늑대는 옐로스톤에서 실질적으로 사라지게 되었다. 1935년에 공원관리국이 그만두기 전까지 제거작업은 계속되었다. 1973년 멸종위기 동물법이 통과 되면서 늑대는 등재된 첫번째 포유류중의 하나였다. 늑대가 사라진 다음 코요테가 옐로스톤의 개 종류중 가장 상위 포식자가 되었다. 그러나 코요테는 큰 동물들을 사냥할수가 없으므로, 공원의 동물 생태계는 병들게 되었다.
1990년대에 연방정부는 늑대에 관한 입장을 번복했고 위험에 처하거나 멸종위기의 종을 관리하는 미국 물고기 및 야생 관리국의 결정으로 인해서, 캐나다에서 수입된 북서쪽 늑대가 공원에 재도입되었다. 이 재도입은 일정한 개체수를 유지하는데 성공적이었다. 2005년 조사에 의하면 13개의 늑대떼에 118마리가 있고, 전체 생태계에는 326마라기 있다. 이러한 수는 2004년 보고보다는 낮지만, 같은 기간 몬타나등지에서 뚜렷한 개체수의 증가가 보여주는 것처럼, 다른 지역으로 옮아갔을 수도 있다. 거의 모든 기록된 늑대는 1995-96년에 도입된 늑대의 후손이다.
와이오밍, 몬타나, 아이다호등에서 개체수의 증가가 아주 성공적이었기 때문에, 미국 물고기 및 야생동물국에서는 멸종위기종의 목록에서 매킨지계곡늑대를 삭제했다.
약 600마리의 그리즐리 곰이 대 옐로스톤 생태계에 있다고 추정된다. 그중 반은 옐로스톤 국립공원에 살고 있다. 그리즐리는 현재 위협받는 종으로 분류되고 있으나 미국 물고기 및 야생동물국은 옐로스톤지역의 멸종위기 종에서 빼려고 하고 있다. 삭제 반대자들은 주정부들이 곰사냥을 다시 허용할지도 모른다고 우려하고 있으며 지속적인 개체수의 유지를 위해서 더 나은 보호방법이 수립되어야 한다고 하고 있다.

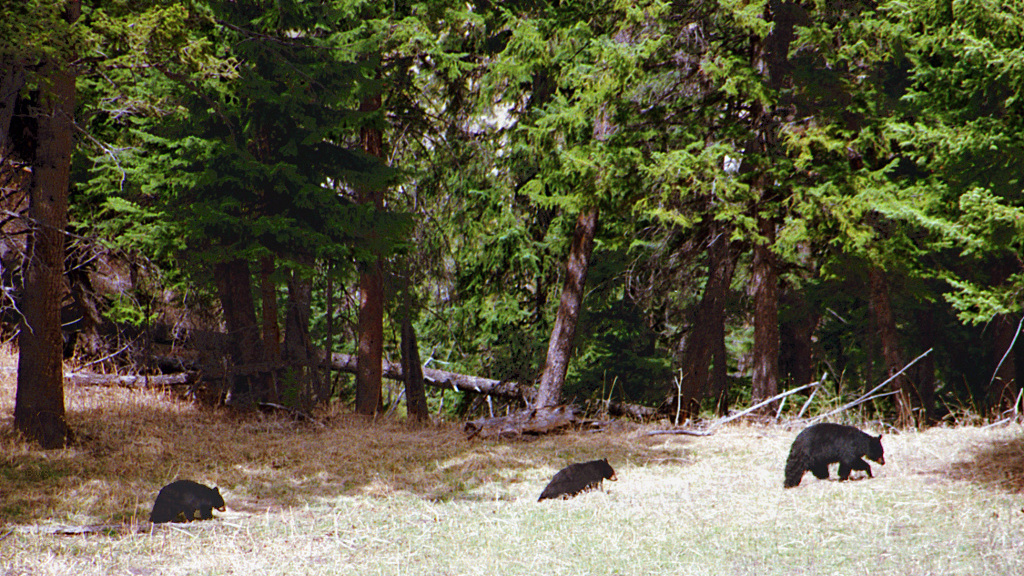
루즈벨트 지역의 아메리카흑곰과 새끼

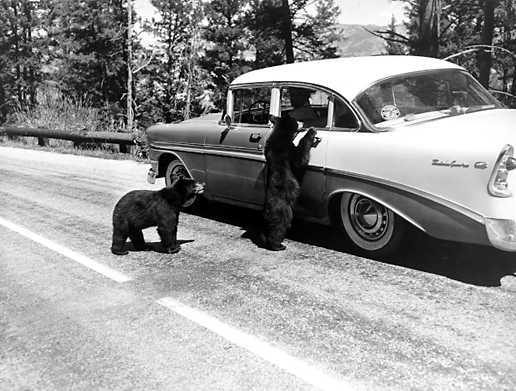
사람이 주는 음식에 길든 흑곰이 음식을 달라고 하는 오래된 사진

흑곰은 공원안에서 흔하며 1910년대 이래 곰과의 방문자와의 접촉으로 인해서 공원의 상징이었다. 곰과의 접촉이나 음식을 주는 것은 1960년 이후부터 사람의 음식에 대한 욕구를 줄이기 위해서 금지되었다. . 옐로스톤은 미국내에서 흑곰이 그리즐리와 같이 있는 몇 안 되는 장소 중 하나이다. 흑곰은 공원의 북쪽 지역과 남서쪽 구석인 베츨러 지역에서 주로 관찰된다.

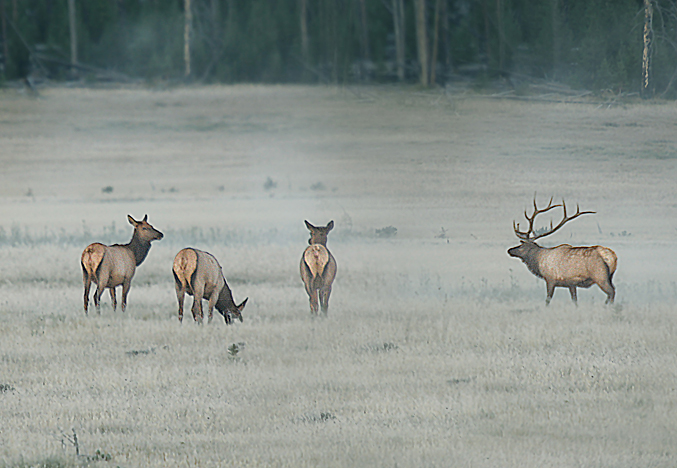
2010년 가을에 촬영한 엘크

엘크의 개체수는 3만마리가 넘는다. 이것은 옐로스톤의 모든 포유류중 가장 수가 많다. 1990년대 중반 북쪽지역의 떼는 개체수가 현저하게 줄었으며 이것은 늑대에 의한 사냥 및 결과적으로 늑대를 피하기 위해 다른 산림지역으로 이동해 개체수 파악이 힘들어진 때문로 추정하고있다. 북쪽 떼는 서쪽으로 이동해 몬타나주의 서남쪽으로 옮겨갔다. 남쪽 때는 더 남쪽으로 옮겨갔다. 대부분의 엘크는 그랜드 티튼 공원의 바로 남동쪽의 국립엘크피난소에서 겨울을 난다. 이 남쪽 때의 이동은 미국에서 알라스카 바깥쪽의 가장 커다란 포유류의 이동이다.

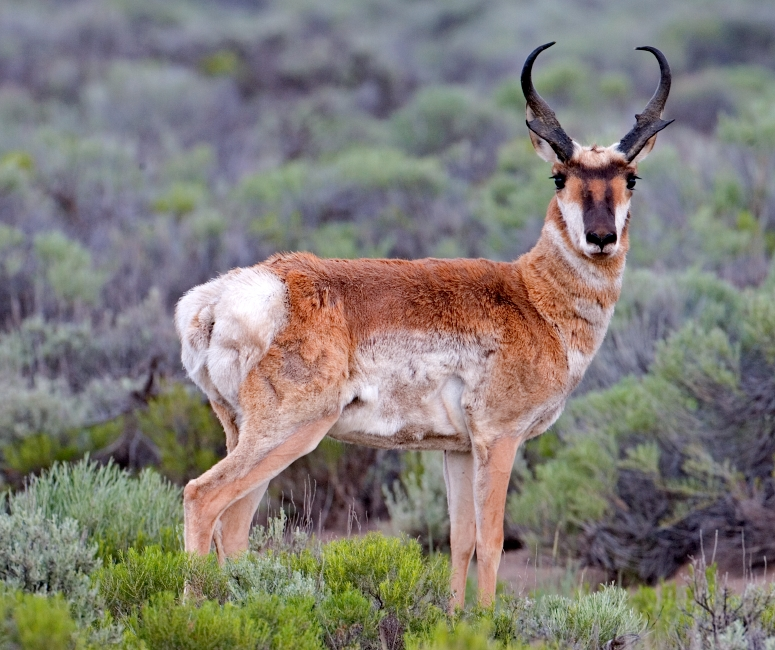
프롱혼은 공원의 초원지대에서 자주 발견된다.

2003년 한 암 링스와 새끼의 발자국이 발견되었고 3.2 km 이상 추적되었다. 분비물과 다른 수집된 증거들의 시험결과 링스라는 것이 확인되었다. 하지만 목격되지는 않았다. 링스는 2001년 털의 DNA 시험에서 최소한 지나가기는 했다고 짐작되지마 1998년 이후 옐로스톤에서 보이지 않고 있다. 다른 보기 드문 동물은 산사자와 울버린(wolverine)이다. 산사자는 공원전체에 25마리밖에 없다고 추정된다. 울버린은 개체수를 알 수 없다. 이러한 희귀 동물들은 옐로스톤의 보존 상태를 알게 해주는 단서이며, 관리자들로 하여금 어떻게 서식지를 보호할지를 결정하게 도와준다.
옐로스톤에는 18종의 민물고기가 살고 있다. 그중에는 낚시꾼들에게 인기가 있는 옐로스톤 컷쓰로트 트라우트도 포함된다. 옐로스톤 컷쓰로트 트라우트는 1980년대 이래 일련의 위협에 직면했다. 불법적으로 옐로스톤호수에 방류된 호수 트라우트가 그들보다 크기가 작은 컷쓰로트 트라우트를 잡아먹고 있다.미국 정부의 정책으로 1890년대에 쇼숀 호수과 스네이크 강의 루이스 호수등에 호수 트라우트가 도입되기는 했지만 옐로스톤강의 유역에 공식적으로 도입된적은 없다. 컷쓰로트 트라우트는 또한 계속되는 가뭄에 직면하고 있고 사고로 도입된 훨링병라고 불리는 기생충에 시달리고 있다. 이 기생충은 어린 물고기들의 신경계에 치명적인 병이다. 2001년 이래 옐로스톤수역에서 포혹된 자생 물고기들에 대해서는 방생해야하는 법이 시행되고 있다. 옐로스톤에는 페인티드 거북 및 프레이리 방울뱀, 그리고 4종류의 양서류등등 6종의 파충류가 살고 있다. 보리얼 코러스 개구리도 그중의 하나이다.
311 종의 새들이 보고되었으며 그중 거의 반이 옐로스톤 국립공원 에 있다.1999년에 26 쌍의 대머리 독수리가 기록되었다. 아주 희귀한 우핑 학도 기록되었다. 또한 옐로스톤에서의 희귀성 때문에 특별관리대상으로 간주되는 종류인 다른 새들로는 코몬 룬, 할레퀸 오리, 오스프레이, 페레그린 매, 그리고, 트럼펫 백조 등이 있다.

## 산불

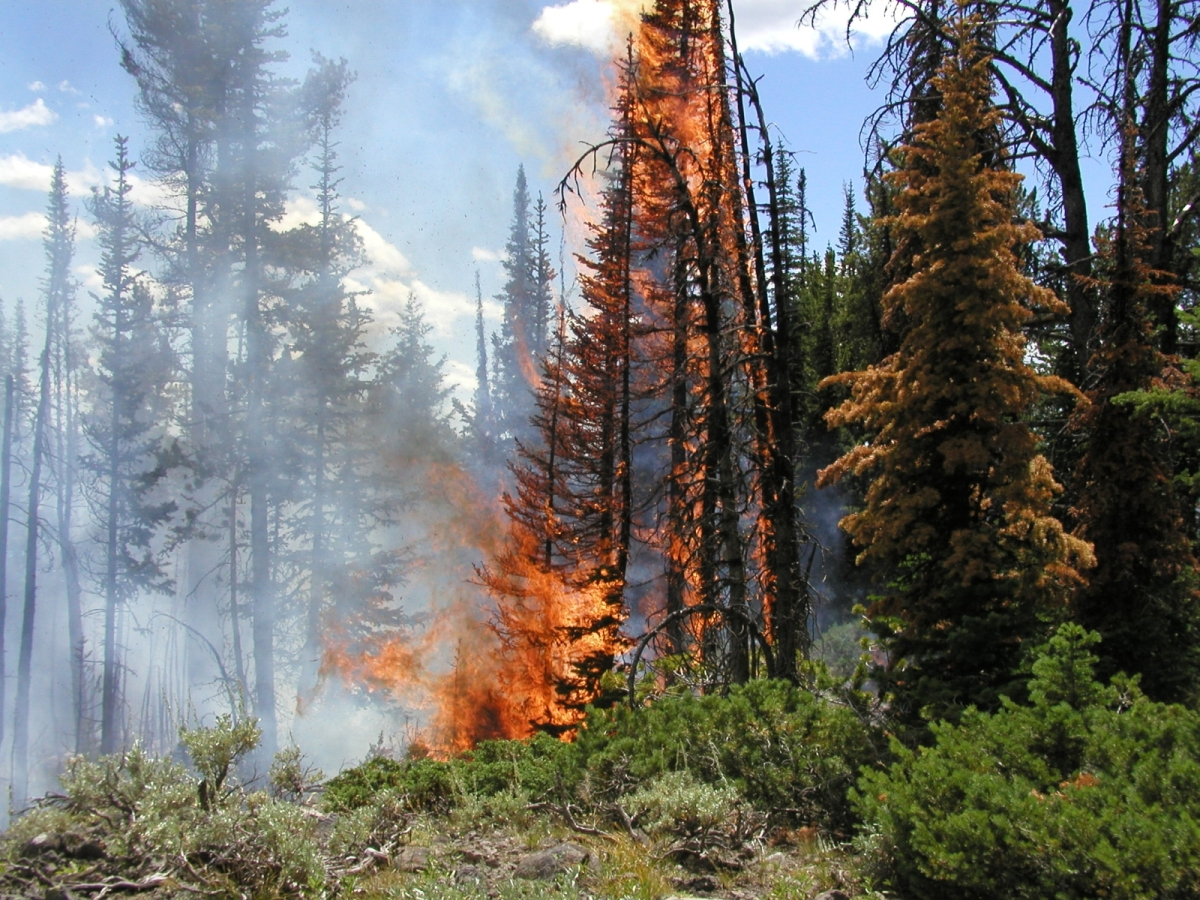
옐로스톤 국립공원의 산불

산불은 대부분의 생태계의 자연스러운 일부이다.옐로스톤에서 발견되는 식물들은 여러 가지 방식으로 산불에 적응해왔다. 더글라스 전나무는 나무의 내부를 대부분의 불로부터 보호하는 두꺼운 나무껍질을 가지고 있다. 로지폴 소나무는 – 공원에 가장 흔한 – 불의 열기로만 열리는 솔방울을 가지고 있다. 이 나무의 씨들은 단단한 수지안에 들어있어서 불이 수지를 녹이면 씨가 퍼질 수 있게된다. 불은 또 죽거나 쓰러진 나무를 제거해서 로지폴 소나무가 자라는데 방해가 되는 장애물을 없애준다. 서브알파인 전나무, 잉글리쉬맨 가문비나무, 화이트바크 소나무, 그리고 다른 종들은 불이 날 가능성이 적은 춥고 습한데서 자라는 경향이있다. 사시나무는 심한 불이 땅위의 나무를 태워없에도 뿌리에서 자라날 수 있다. 뿌리는 흙에 의해서 열로부터 보호되기 때문에 살아 남을 수가 있다. 공원 관리국은 자연상태에서옐로스톤의 숲은 약 300년에 한번 씩 불이나나 초원지대는 평균 20~25년 사이에 한 번씩 불탄다고 보고 있다.
약 35회의 자연발화에 의한 산불이 번개에 의해서 일어나며 6~10개의 불이 사람에 의해서 일어난다 – 대부분은 사고로. 옐로스톤 국립공원은 3곳의 화재조망대를 가지고 있고 각각은 훈련된 소방관이 지키고 있다. 가장 도달하기 쉬운 곳은 와쉬번 산이다. 공원당국은 항공과 방문자의 연기나 화염의 보고에도 의지한다. 조망대는 주 산불시기인 6월에서 9월 중순까지는 거의 상주하는 대원이 있다. 산불은 늦은 오후에와 저녁에는 격렬하게 타오른다. 100 에이커 (0.40 km2)이상 불태우는 산불은 매우 드물고 대부분의 산불은 스스로 꺼질때까지 1 에이커 (4,000 m2)보다 조금 큰 면적을 태운다. 산불의 관리는 죽거나 쓰러진 나무의 양, 흙과 나무의 수분정도 그리고 기후 을 조사해서 어떤 지역이 불이 나면 취약할 것인가를 조사하는데 집중하고 있다. 현재의 방침은 사람이 일으킨 불은 모두 끄고 자연 발화한 산불의 경우 생태계에 주는 혜택과 피해를 평가하는 것이다. 만일 산불이 사람이나 구조물에 즉각적인 위험을 주는 경우에는, 화재의 억제가 시행된다.

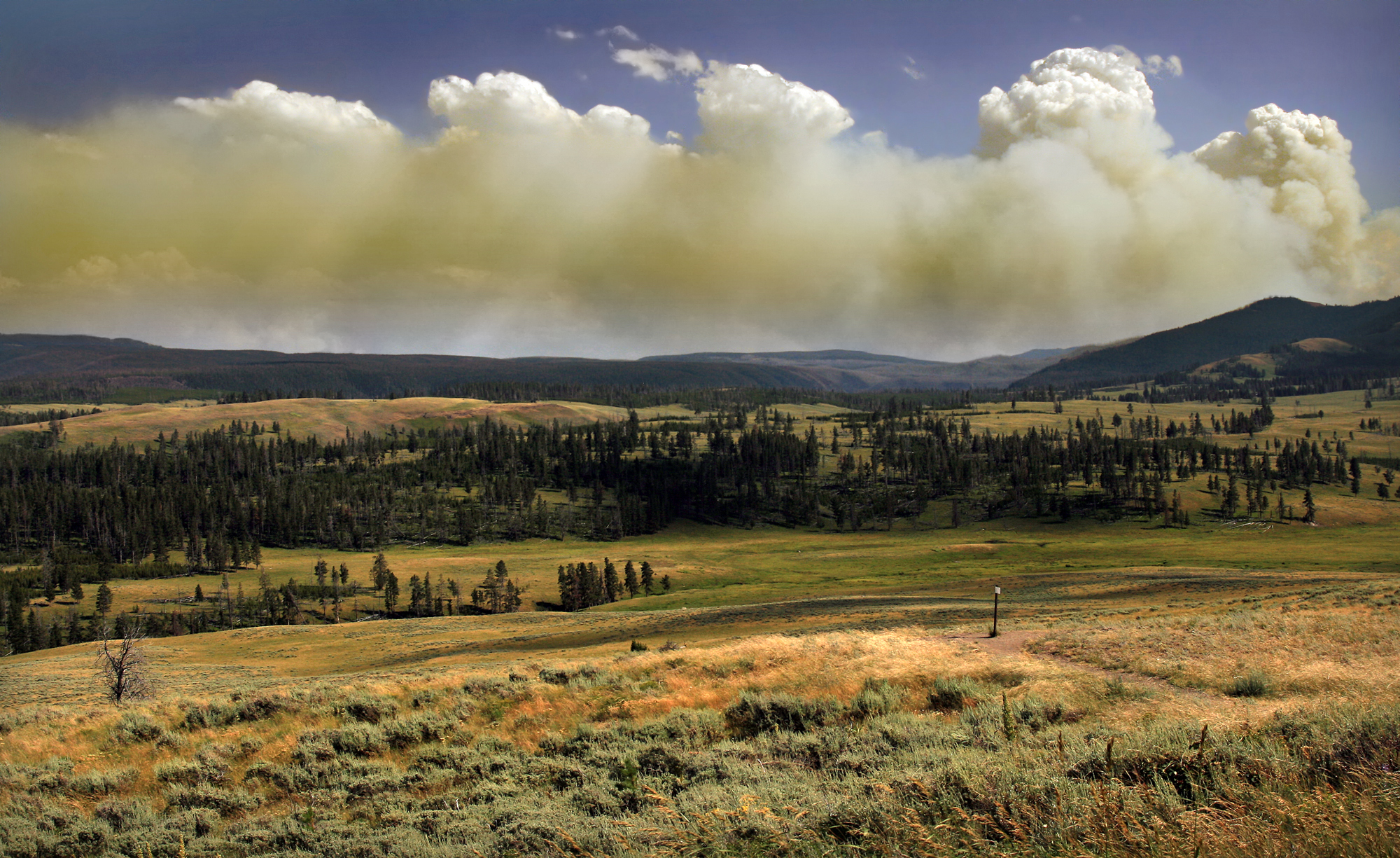
옐로스톤 국립공원의 산불 이 일으킨 파이로커물러스 구름

산불이 걷잡을 수 없는 확산 가능성을 줄이고, 인명과 구조물에 대한 피해를 줄이기 위해서 공원당국은 단지 산불의 위험을 감시하는 것 이상의 일도 하고 있다. 제한적 산불은 죽은 나무를 제거하기 위해서 소방관들이 불이 어느쪽으로 얼마만큼의 나무를 태울 것인지를 조심스럽게 조절할 수 있는 상황에서 이루어진다. 자연 발화 산불도 만일 다 타도록 내버려 두어진다면 일종의 처방산불로 여겨진다. 옐로스톤에서는 다른 공원과는 달리 공원당국에 의해서 일부러 시작된 불은 매우 적다. 그러나 지난 30년동안 300회 이상의 자연산불이 자연적으로 타도록 방치되었다. 그리고 소방관들은 죽거나 쓰러진 나무나 다른 화재 위험물들이 생명과 재산에 위험을 줄 가능성이 있으면 그 지역의 산불위험을 줄이기 위해 그것들을 제거한다. 화재 감시관들은 또한 대중들에 대한 교육도 하고 산불위험시기에 캠프그라운드의 캠프파이어를 잠정적으로 금지시키기도 한다.
초기의 미국정부의 국토관리정책의 일반적인 개념은 모든 산불은 나쁘다는 것이었다. 산불은 순전히 파괴적인 것으로만 간주되었고 산불이 생태계의 일부라는 것에 대한 이해가 거의 없었다. 결과적으로 산불에 대한 더 나은 이해가 이루어지기 시작한 1970년대까지는 모든 산불이 억제되었다. 이것은 숲에 죽거나 죽어가는 나무를 늘어나게 했게, 더 큰 산불이나 끄는 것이 거의 불가능한 산불을 일으킬 수 있는 연료가 되었다. 그 이후 자연발화한 산불이 인명이나 재산에 피해를 미치지 않으면 방치하는 산불관리계획이 수립되었다.

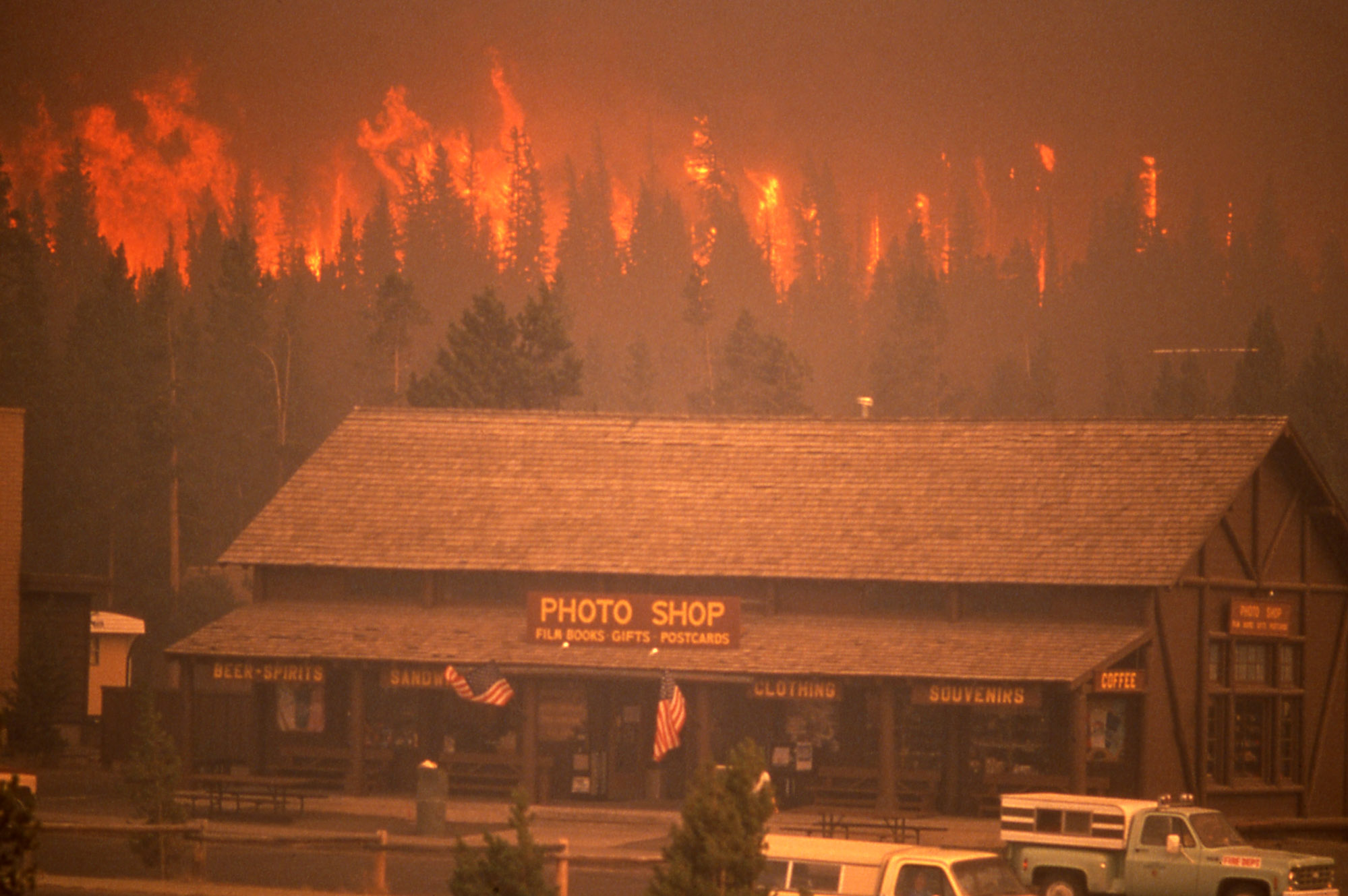
1988년 올드페이스풀 숙박시설에 접근하고 있는 산불

1988년 봄에는 비가 많이 왔지만, 여름이되자 북쪽 록키 산맥에 가뭄이 들었고 기록된 최악의 가뭄이 일어났다. 봄비로 인해서 잘자라기 시작한 풀과 나무들은 초여름까지 매우 잘자라서 불쏘시개가 되었다. 공원당국은 산불을 억제하려고 노력했지만 극심한 가뭄은 억제 노력을 힘들게했다. 1988년 7월 15일과 25일 사이에8,500 에이커 (34 km2)에서 옐로스톤 전역과 바깥까지 퍼졌다. 공원안에서만 99,000 에이커 (400 km2) 불이 났다. 그 달 말에, 산불은 걷잡을 수 없이 되었다. 큰 산불들이 같이 타오르고 1988년 8월 20일, 최악의 날에는 산불은 150,000 에이커 (610 km2)을 태웠다. 7개의 대형산불이 793,000 에이커 (3,210 km2) 면적의 95%을 몇달에 걸쳐서 태웠다. 25,000명의 소방관과 군대가 산불진화에 동원되었고 1억2천만불의 비용이 들었다. 겨울이 되고 눈이 내리자 마지막 남은 불길이 꺼졌다. 이 산불들은 67개의 건물을 손상시켰고 수백만불의 피해를 주었다. 민간인 희생자는 없었으나 진화작업에 관련된 2명이 사망했다.
당시의 언론 보도와 추측들과는 달리, 산불로 죽은 공원 동물은 매우적었다 – 후에 조사는 345마리의 엘크, 36 마리의 사슴, 12마리의 무스, 6마리 흑곰, 그리고 9마리의 바이슨이 죽은 것을 발견했다. 이후 1998년 산불로부터 얻은 지식과 과학자와 여러분야의 전문가들의 평가에 따라 산불관리정책의 변경되었고 미국전체에 실시되고 있다. 1992년까지는 옐로스톤은 산불의 관리에 관한 더 엄격한 관리정책을 도입했다.

## 기후

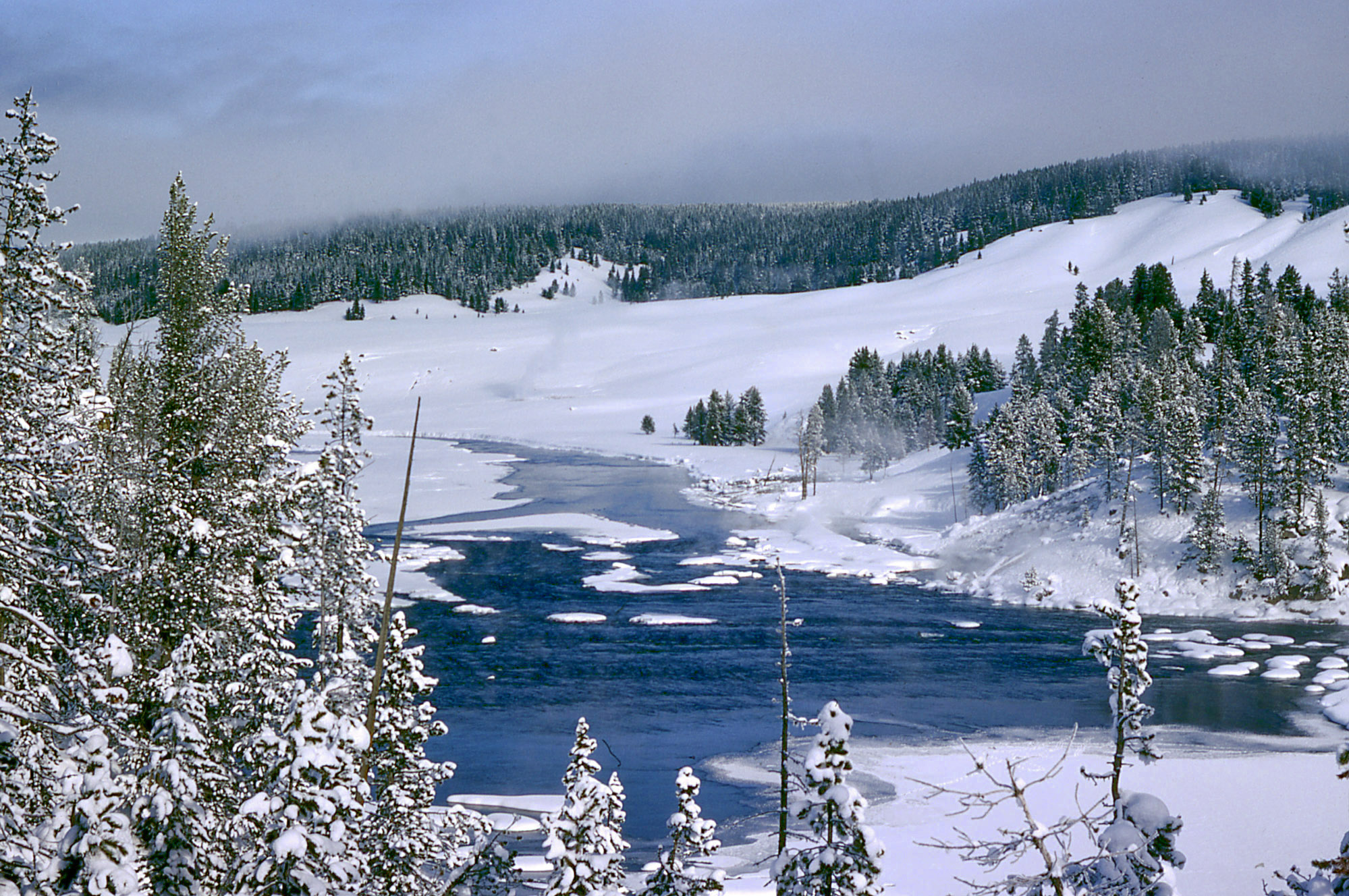
옐로스톤의 겨울

옐로스톤의 기후는 고도에 따라 큰 차이를 보인다. 낮은 고도일 수록 연중 더 따뜻한 기후를 보인다. 가장 높은 온도는 2002년에 기록된 37 °C이고 가장 추운 온도는 1933년에 기록된 -54 °C이다. 6월부턴 9월초까지인 여름에는, 낮의 최고온도는 통상 21~27 °C 대이고 , 저녁에는 영하까지 떨어질 수 있다. (0 °C)— 특히 고도가 높은 곳에서는. 여름의 오후는 종종 번개를 동반한 소나기가 온다. 봄과 가을의 온도는 -1~16 °C 사이이고 추운 날 밤은 −5 ~ −20 °C 정도이다. 옐로스톤의 겨울은 매우 추우며 낮의 최고기온이 보통 −20 °C이다.
옐로스톤의 강우량은 변화가 매우 심하며 맘모스 핫 스프링즈 근처의 연15 인치 (380 mm)부터 공원 남서부의 연80 인치 (2,000 mm)까지 분포한다. 옐로스톤의 강우량은 스네이크 강 평에에서부터 서쪽으로 형성되는 습기대에 의해서 크게 좌우되며 그 습기대는 또한 옐로스톤에 의해서 영향을 받는다. 눈은 연중 어느 때라도 올수 있으며, 옐로스톤 호수 근처에서 연평균 150 인치 (3,800 mm)이며 이것은 고지대에 비해서 두배이상 많은 것이다.
토네이도는 옐로스톤에 드물지만 1987년 7월 21에 티튼 옐로스톤 토네이도라고 불리는 와이오밍에서 기록된 역사상 가장 강력한 토네이도가 브리져 티튼 국립산림의 티튼 야생지대에 내려서 옐로스톤을 강타했다. 그 토네이도는 F4급으로 풍속은 330~418km/h으로 추정되었다. 토네이도는 폭 1 to 2 마일 (1.6 to 3.2 km) 길이 24 마일 (39 km)의 지역을 파괴했고 15,000 에이커 (61 km2) 면적의 소나무 숲을 쓸어버렸다.

두 고원지대는 쾨펜의 기후 구분에 의하면 습윤 대륙성 기후 (Dfb)으로 분류된다. 
| 옐로스톤 호수, 해발7,870 피트 (2,399 m)의 기후 | 옐로스톤 호수, 해발7,870 피트 (2,399 m)의 기후 | 옐로스톤 호수, 해발7,870 피트 (2,399 m)의 기후 | 옐로스톤 호수, 해발7,870 피트 (2,399 m)의 기후 | 옐로스톤 호수, 해발7,870 피트 (2,399 m)의 기후 | 옐로스톤 호수, 해발7,870 피트 (2,399 m)의 기후 | 옐로스톤 호수, 해발7,870 피트 (2,399 m)의 기후 | 옐로스톤 호수, 해발7,870 피트 (2,399 m)의 기후 | 옐로스톤 호수, 해발7,870 피트 (2,399 m)의 기후 | 옐로스톤 호수, 해발7,870 피트 (2,399 m)의 기후 | 옐로스톤 호수, 해발7,870 피트 (2,399 m)의 기후 | 옐로스톤 호수, 해발7,870 피트 (2,399 m)의 기후 | 옐로스톤 호수, 해발7,870 피트 (2,399 m)의 기후 | 옐로스톤 호수, 해발7,870 피트 (2,399 m)의 기후 |
| 월                                             | 1월                                            | 2월                                            | 3월                                            | 4월                                            | 5월                                            | 6월                                            | 7월                                            | 8월                                            | 9월                                            | 10월                                           | 11월                                           | 12월                                           | 연간                                           |
| ---------------------------------------------- | ---------------------------------------------- | ---------------------------------------------- | ---------------------------------------------- | ---------------------------------------------- | ---------------------------------------------- | ---------------------------------------------- | ---------------------------------------------- | ---------------------------------------------- | ---------------------------------------------- | ---------------------------------------------- | ---------------------------------------------- | ---------------------------------------------- | ---------------------------------------------- |
| 역대 최고 기온 °F (°C)                         | 46 (8)                                         | 56 (13)                                        | 61 (16)                                        | 65 (18)                                        | 78 (26)                                        | 83 (28)                                        | 92 (33)                                        | 91 (33)                                        | 83 (28)                                        | 72 (22)                                        | 63 (17)                                        | 48 (9)                                         | 92 (33)                                        |
| 일평균 최고 기온 °F (°C)                       | 24.4 (−4.2)                                    | 28.0 (−2.2)                                    | 36.2 (2.3)                                     | 43.3 (6.3)                                     | 51.9 (11.1)                                    | 61.6 (16.4)                                    | 71.6 (22.0)                                    | 71.4 (21.9)                                    | 61.6 (16.4)                                    | 47.8 (8.8)                                     | 33.5 (0.8)                                     | 24.3 (−4.3)                                    | 46.4 (8.0)                                     |
| 일평균 최저 기온 °F (°C)                       | 1.2 (−17.1)                                    | 1.2 (−17.1)                                    | 9.2 (−12.7)                                    | 18.0 (−7.8)                                    | 28.0 (−2.2)                                    | 35.4 (1.9)                                     | 41.6 (5.3)                                     | 39.9 (4.4)                                     | 31.8 (−0.1)                                    | 23.7 (−4.6)                                    | 13.8 (−10.1)                                   | 5.0 (−15.0)                                    | 20.8 (−6.2)                                    |
| 역대 최저 기온 °F (°C)                         | −50 (−46)                                      | −50 (−46)                                      | −42 (−41)                                      | −26 (−32)                                      | −2 (−19)                                       | 14 (−10)                                       | 20 (−7)                                        | 17 (−8)                                        | −5 (−21)                                       | −13 (−25)                                      | −30 (−34)                                      | −43 (−42)                                      | −50 (−46)                                      |
| 평균 강수량 인치 (mm)                          | 1.65 (42)                                      | 1.61 (41)                                      | 1.80 (46)                                      | 1.78 (45)                                      | 2.47 (63)                                      | 2.25 (57)                                      | 1.62 (41)                                      | 1.60 (41)                                      | 1.46 (37)                                      | 1.18 (30)                                      | 1.85 (47)                                      | 1.63 (41)                                      | 20.90 (531)                                    |
| 평균 강설량 인치 (cm)                          | 34.3 (87)                                      | 30.4 (77)                                      | 25.6 (65)                                      | 21.4 (54)                                      | 8.1 (21)                                       | 1.3 (3.3)                                      | 0 (0)                                          | 0 (0)                                          | 1.3 (3.3)                                      | 9.9 (25)                                       | 30.9 (78)                                      | 30.5 (77)                                      | 193.7 (492)                                    |
| 평균 강수일수 (≥ 0.01 in)                      | 16.8                                           | 14.0                                           | 13.7                                           | 11.6                                           | 11.5                                           | 14.4                                           | 11.0                                           | 10.8                                           | 9.7                                            | 8.8                                            | 13.1                                           | 15.6                                           | 151                                            |
| 평균 강설일수 (≥ 0.1 in)                       | 16.2                                           | 13.4                                           | 12.6                                           | 9.5                                            | 4.4                                            | 0.9                                            | 0                                              | 0                                              | 1.1                                            | 5.8                                            | 12.6                                           | 14.9                                           | 91.4                                           |
| 출처 1: NOAA (normals, 1981–2010)              |                                                |                                                |                                                |                                                |                                                |                                                |                                                |                                                |                                                |                                                |                                                |                                                |                                                |
| 출처 2: The Weather Channel (Records)          |                                                |                                                |                                                |                                                |                                                |                                                |                                                |                                                |                                                |                                                |                                                |                                                |                                                |

| 공원 관리국, 해발6,230 피트 (1,899 m)의 기후                    | 공원 관리국, 해발6,230 피트 (1,899 m)의 기후 | 공원 관리국, 해발6,230 피트 (1,899 m)의 기후 | 공원 관리국, 해발6,230 피트 (1,899 m)의 기후 | 공원 관리국, 해발6,230 피트 (1,899 m)의 기후 | 공원 관리국, 해발6,230 피트 (1,899 m)의 기후 | 공원 관리국, 해발6,230 피트 (1,899 m)의 기후 | 공원 관리국, 해발6,230 피트 (1,899 m)의 기후 | 공원 관리국, 해발6,230 피트 (1,899 m)의 기후 | 공원 관리국, 해발6,230 피트 (1,899 m)의 기후 | 공원 관리국, 해발6,230 피트 (1,899 m)의 기후 | 공원 관리국, 해발6,230 피트 (1,899 m)의 기후 | 공원 관리국, 해발6,230 피트 (1,899 m)의 기후 | 공원 관리국, 해발6,230 피트 (1,899 m)의 기후 |
| 월                                                              | 1월                                          | 2월                                          | 3월                                          | 4월                                          | 5월                                          | 6월                                          | 7월                                          | 8월                                          | 9월                                          | 10월                                         | 11월                                         | 12월                                         | 연간                                         |
| --------------------------------------------------------------- | -------------------------------------------- | -------------------------------------------- | -------------------------------------------- | -------------------------------------------- | -------------------------------------------- | -------------------------------------------- | -------------------------------------------- | -------------------------------------------- | -------------------------------------------- | -------------------------------------------- | -------------------------------------------- | -------------------------------------------- | -------------------------------------------- |
| 역대 최고 기온 °F (°C)                                          | 52 (11)                                      | 56 (13)                                      | 66 (19)                                      | 78 (26)                                      | 86 (30)                                      | 92 (33)                                      | 99 (37)                                      | 97 (36)                                      | 92 (33)                                      | 82 (28)                                      | 66 (19)                                      | 52 (11)                                      | 99 (37)                                      |
| 일평균 최고 기온 °F (°C)                                        | 30.2 (−1.0)                                  | 33.4 (0.8)                                   | 40.8 (4.9)                                   | 48.9 (9.4)                                   | 59.0 (15.0)                                  | 68.6 (20.3)                                  | 79.3 (26.3)                                  | 78.6 (25.9)                                  | 67.4 (19.7)                                  | 52.8 (11.6)                                  | 37.7 (3.2)                                   | 28.7 (−1.8)                                  | 52.1 (11.2)                                  |
| 일평균 최저 기온 °F (°C)                                        | 12.0 (−11.1)                                 | 13.0 (−10.6)                                 | 20.1 (−6.6)                                  | 26.7 (−2.9)                                  | 34.8 (1.6)                                   | 42.3 (5.7)                                   | 48.3 (9.1)                                   | 46.7 (8.2)                                   | 38.4 (3.6)                                   | 29.4 (−1.4)                                  | 19.8 (−6.8)                                  | 11.3 (−11.5)                                 | 28.6 (−1.9)                                  |
| 역대 최저 기온 °F (°C)                                          | −36 (−38)                                    | −35 (−37)                                    | −25 (−32)                                    | −4 (−20)                                     | 6 (−14)                                      | 20 (−7)                                      | 21 (−6)                                      | 24 (−4)                                      | 0 (−18)                                      | −8 (−22)                                     | −27 (−33)                                    | −35 (−37)                                    | −36 (−38)                                    |
| 평균 강수량 인치 (mm)                                           | 0.73 (19)                                    | 0.64 (16)                                    | 0.95 (24)                                    | 1.30 (33)                                    | 2.06 (52)                                    | 1.95 (50)                                    | 1.46 (37)                                    | 1.06 (27)                                    | 1.14 (29)                                    | 1.28 (33)                                    | 1.03 (26)                                    | 0.81 (21)                                    | 14.41 (366)                                  |
| 평균 강설량 인치 (cm)                                           | 11.1 (28)                                    | 8.5 (22)                                     | 10.4 (26)                                    | 8.0 (20)                                     | 2.2 (5.6)                                    | 0.3 (0.76)                                   | 0 (0)                                        | 0 (0)                                        | 0.3 (0.76)                                   | 4.0 (10)                                     | 9.4 (24)                                     | 10.2 (26)                                    | 64.4 (164)                                   |
| 평균 강수일수 (≥ 0.01 in)                                       | 9.8                                          | 9.0                                          | 9.1                                          | 9.7                                          | 12.8                                         | 13.3                                         | 9.9                                          | 8.9                                          | 8.2                                          | 8.4                                          | 9.8                                          | 10.2                                         | 119.1                                        |
| 평균 강설일수 (≥ 0.1 in)                                        | 8.0                                          | 7.1                                          | 6.4                                          | 4.8                                          | 1.2                                          | 0.1                                          | 0                                            | 0                                            | 0.2                                          | 2.6                                          | 7.2                                          | 8.3                                          | 45.9                                         |
| 출처 1: NOAA (normals, 1981–2010)                               |                                              |                                              |                                              |                                              |                                              |                                              |                                              |                                              |                                              |                                              |                                              |                                              |                                              |
| 출처 2: Western Regional Climate Center (extremes 1894–present) |                                              |                                              |                                              |                                              |                                              |                                              |                                              |                                              |                                              |                                              |                                              |                                              |                                              |

## 같이 보기
- 미국의 국립공원